# Ästhetik
Ästhetik (von altgriechisch αἴσθησις aísthēsis „Wahrnehmung, Empfindung“) ist im Allgemeinen die Lehre von der Schönheit, von Gesetzmäßigkeiten und Harmonie in der Natur und Kunst.
In der Wissenschaft bezeichnet der Begriff in einem engeren Sinne die Eigenschaften, die einen Einfluss darauf haben, wie Menschen etwas unter Schönheitsgesichtspunkten bewerten. In einem weiteren Sinn bezeichnet ästhetisch die Eigenschaften, die beeinflussen, wie etwas auf uns wirkt.
In der Philosophie wird das Wort oft abweichend gebraucht. Ästhetik bezeichnet dort entweder die Theorie der sinnlichen Wahrnehmung allgemein (nicht nur von Kunst) oder aber eine philosophische (oder etwa soziologische) Theorie von Kunst bzw. Design. Nach einigen (insbesondere Immanuel Kant folgenden) Auffassungen entscheiden über ästhetische Bewertungen nicht einfach rein subjektive Kategorien wie „schön“ und „hässlich“, die wegen bestimmter Eigenschaften dem Gegenstand beigelegt werden. Entscheidend sei vielmehr die Art und Weise der Sinnlichkeit oder Sinnhaftigkeit. Andere (semiotische) ästhetische Theorien betonen, dass gerade Letztere nur im Rahmen spezifischer Zeichensysteme verstehbar sei. Besonders in empirischen Studien (etwa in der experimentellen Ästhetik), aber auch in einigen philosophischen Theorien spricht man, wie im Alltagssprachgebrauch, von Ästhetik als Wissenschaft oder Theorie der Schönheit (und somit auch Hässlichkeit), die untersucht, wie ästhetische Urteile zustande kommen. Im angelsächsischen Raum wird aesthetics teilweise stärker in diesem Sinne verstanden. Einige, besonders jüngere, Ansätze versuchen auch, beide Aspekte zusammenzuführen.
Alltagssprachlich wiederum wird der Ausdruck ästhetisch häufig als Synonym für schön, geschmackvoll oder ansprechend verwendet. Jemand, der auf schöne und schöngeistige Dinge besonderen Wert legt, wird als Ästhet oder Feingeist bezeichnet.

## Begriffsgeschichte
Mit seinen Meditationes (1735) begründete Alexander Gottlieb Baumgarten die Ästhetik in Deutschland als eigenständige philosophische Disziplin. In seiner Aesthetica von 1750/58 definiert Baumgarten die Ästhetik als „die Wissenschaft der sinnlichen Erkenntnis“ (§ 1).
Als Wissenschaft unterscheidet Baumgarten die Ästhetik von der natürlichen Ästhetik, die den „natürlichen Zustand“ beschreibt, „in dem sich die unteren Erkenntnisvermögen ohne jede methodische Ausbildung durch bloße Ausübung entwickeln“ (Baumgarten 1983, § 2). Zu den „unteren Erkenntnisvermögen“ gehören sensus (Gefühl, Empfindung), imaginatio (Einbildung, Phantasie, Vorstellung), facultas fingendi (Dichtkunst, Vermögen zu dichten) und memoria (Gedächtnis, Erinnerungskraft).
Als methodisch entwickelte „Kunstlehre“ schreibt Baumgarten (Hamburg 1983) der Ästhetik folgenden „Nutzen“ zu. Er besteht vor allem darin, „dass sie
1. den Wissenschaften, die hauptsächlich auf Verstandeserkenntnis beruhen, geeignete Materialien bereitstellt,
2. das wissenschaftlich Erkannte dem Fassungsvermögen jedes beliebigen Menschen anpaßt,
3. die Verbesserung der Erkenntnis auch über die Grenzen des deutlich Erkennbaren hinaus vorantreibt,
4. gute Grundlagen legt für alle kontemplativen geistigen Betätigungen und für die freien Künste,
5. in der Praxis des täglichen Lebens unter gleichen Voraussetzungen allen anderen Menschen gegenüber eine bestimmte Überlegenheit verleiht“. (§ 3)

Die traditionelle Ästhetik nimmt an, dass universelle und zeitlose Kriterien für die geschmackliche Bewertung von Kunstwerken existieren.
Die metaphysische Ästhetik der deutschen Idealismen (Romantik, Genie-Begriff) wurde kritisiert als eine verordnete Ästhetik, die der Zeit nicht mehr gerecht wird. Aus dieser kritischen Grundhaltung entwickelten sich zwei Strömungen: die psychologische Ästhetik und die Kunstwissenschaft Konrad Fiedlers.
Ästhetische (sinnliche) Erkenntnis wurde auch lange Zeit als Gegensatz zu rationaler Erkenntnis gesehen.
Der Mediziner Gustav Theodor Fechner unterschied im 19. Jahrhundert zwischen einer Ästhetik von unten und einer Ästhetik von oben. Die Ästhetik von oben ist die „schöngeistige“ Ästhetik der traditionellen Philosophie und Literaturwissenschaft, die Ästhetik fast ausschließlich im Zusammenhang mit Kunst betrachtet. Die Schönheit von Landschaften, Gebrauchsgegenständen oder wissenschaftlichen Theorien wurde ausgeklammert oder bestenfalls als Randaspekt abgetan. Die Ästhetik von unten bemüht sich demgegenüber um eine empirische Grundlage. Sie reduzierte Ästhetik nicht auf die Kunst, sondern betrachtete Schönheitserleben als ein alltägliches psychologisches Phänomen, das man in Experimenten (sogenannte experimentelle Ästhetik) untersuchen kann. Neuere Ansätze versuchen, beide Strömungen zu integrieren.

## Ästhetik als philosophische Disziplin
Der Begriff Ästhetik (griechisch für „sinnliche Wahrnehmung“) wurde erstmals im 18. Jahrhundert von Alexander Gottlieb Baumgarten im Rahmen einer philosophischen Abhandlung verwendet. Baumgarten wird darum häufig als Begründer der „philosophischen Ästhetik“ angesehen, obwohl sich schon in der Antike Philosophen wie Aristoteles mit dem Thema beschäftigten.
Ästhetik ist keine geschlossene philosophische Disziplin, da es unterschiedliche Auffassungen gibt, welche Gegenstandsbereiche sie einschließt. Häufig wird ästhetisch als Synonym für schön, geschmackvoll oder ansprechend verwendet. Ästhetik beinhaltet jedoch auch andere Werturteile und ästhetische Prädikate, wie zum Beispiel sinnlich, faszinierend, hässlich oder langweilig. Eine besonders wichtige Rolle für die philosophische Ästhetik spielen ihre Definitionen. Bis zum 19. Jahrhundert gab es drei Hauptdefinitionen:
1. Ästhetik als Theorie des Schönen
2. Ästhetik als Theorie der Kunst
3. Ästhetik als Theorie der sinnlichen Erkenntnis

Seit dem 19. Jahrhundert wurden diese Theorien jedoch als inadäquat bezeichnet, da sie entweder nicht alle Bereiche der Ästhetik beinhalten oder gar Sachverhalte beschreiben, die über die Ästhetik hinausgehen. Aus diesem Grund entstand eine alternative Definition der Ästhetik.
Ferner sind verschiedene Methoden wichtig, um die Ästhetik zu definieren und zu verstehen. So wird beispielsweise zuerst eine Begriffsanalyse durchgeführt, um anschließend lexikalische oder stipulative Definitionen oder Explikationen abzulegen. Außerdem können eigene Intuitionen helfen, den tieferen Sinn von Ästhetik zu erkennen, da diese als „roter Faden“ benutzt werden können, um die Ästhetik zu verstehen.

## Außereuropäische Ästhetik
Über die Entwicklung der Ästhetik in außereuropäischen Ländern liegt bisher infolge einseitiger Orientierung der Forschung auf Europa relativ wenig Material vor. Eine Ausnahme bildet die Untersuchung des italienischen Philosophen Mario Perniola, Estetica Contemporanea (Bologna 2011): „Ästhetik scheint sich in unserem gegenwärtigen Zeitalter aufzulösen und nicht länger auf ein kohärentes Bild rückführbar zu sein. Und dennoch: in Anbetracht der übergroßen Anzahl an Studien, die in den vergangenen 100 Jahren gerade zu Fragen der Ästhetik vorgelegt wurden, könnte dieses Zeitalter mit Fug und Recht als das „Jahrhundert der Ästhetik“ definiert werden“. Die Estetica Contemporanea erfasst das internationale Denken zur Ästhetik im Licht der Sichtweise Perniolas. Ausgehend von vier konzeptuellen Feldern – Leben, Form, Wissen, Handlung – zeichnet Perniola die von ihnen sich herleitenden Linien ästhetischer Reflexion nach und beschreibt sie im Licht ihrer Hauptvertreter: von Dilthey zu Foucault (Ästhetik des Lebens), von Wölfflin zu McLuhan und Lyotard (Ästhetik der Form), von Croce zu Goodman (Ästhetik und Wissen), von Dewey zu Bloom (Ästhetik und Handlung). Das fünfte Kapitel behandelt das ästhetische Denken von Freud, Heidegger, Wittgenstein, Derrida und Deleuze und leitet so über in die Bereiche von Affektivität und Emotionalität. Perniolas Untersuchung gipfelt im weitgespannten sechsten Kapitel, das sich dem ästhetischen Denken in Japan, China, Indien, im Islam, in Brasilien, Südkorea und Südostasien widmet und abschließend auf die gegenwärtig anhaltende Bedrohung abhebt, der die westliche ästhetische Sensibilität durch sich selber ausgesetzt sei, der Bedrohung, an sich selber zu ersticken.

### China
In China sind Hinweise zur ästhetischen Erziehung seit Konfuzius (551–478 v. Chr.) bekannt. Hochstehende künstlerische Leistungen hatten damals bereits eine lange Tradition. Konfuzius unterstrich die Rolle der Künste (vor allem von Musik und Dichtkunst), um die Gegebenheiten menschlicher Natur auszuweiten und die Etiketten und Riten darin zu unterstützen, den Menschen näher zu bringen, was am Mensch(lich)sein wichtig sei. Gegner dieser Meinung wie Mozi argumentierten dagegen, dass Musik und Kunst aufwendig und verschwenderisch sei und dadurch privilegierten Klassen vorbehalten und nur diese davon profitieren würden, nicht aber das einfache Volk.
In Lüshi chunqiu wurde der positive Einfluss der Musik auf Gesellschaft dagegen systematisch begründet, wobei die Musik aus dem „Dao“ stammen sollte, und die "Harmonie"(和) und "Frieden"(平) als Standard für Musik gelegt wurden.
Aus dem vierten Jahrhundert v. Chr. sind Schriften bekannt, in denen von Künstlern zu angemessenen und wahren Zielen der Kunst diskutiert wird. Von Gu Kaizhi etwa sind drei Werke zur Theorie der Malerei überliefert. Auch später ist es nicht unüblich, dass Schriften über Kunst und Kunstwerke gleichermaßen von ein und demselben zu finden sind. Religiöse und philosophische Einflüsse auf die Kunst waren weit verbreitet und umgekehrt, aber keineswegs immer vorhanden – in jeder Periode Chinas sind leicht Kunstwerke zu finden, die jegliche Philosophie oder Religion ignorieren.
Um 300 v. Chr. formulierte Laozi materialistische und ästhetische Konzeptionen in Anlehnung an den Daoismus, der generell gültige (verbindliche) Naturgesetze vermutete, was im offenbaren Widerspruch zu den Interessen der herrschenden Minorität stand.
Liu Xie aus der südlichen Qi-Dynastie hat das erste ausführliche und systematische Werk Der literarische Sinn und das Drachenschnitzen (chinesisch 《文心雕龍》, Pinyin Wén Xīn Diāo Lóng) zur konfuzianischen Ästhetik verfasst – das erste literaturkritische Werk Chinas. Es besteht aus 50 Kapiteln (篇) und folgt den numerologischen und prophezeiungsartigen Grundsätzen des I Ging. In derselben Zeit hat Zhong Rong das erste Werk zur Kritik der Poesie, "Shi Pin"(chinesisch 《詩品》), geschrieben.
In der Tang-Dynastie hat Sikong Tu durch 24 Gedichte (chinesisch 《二十四詩品》) ein Standard mit 24 Aspekten zur Dichtungskritik geschrieben, wobei buddhistische Faktoren einbezogen wurden. Allerdings ist es in der modernen Zeit umstritten, ob Sikong Tu der echte Autor war.

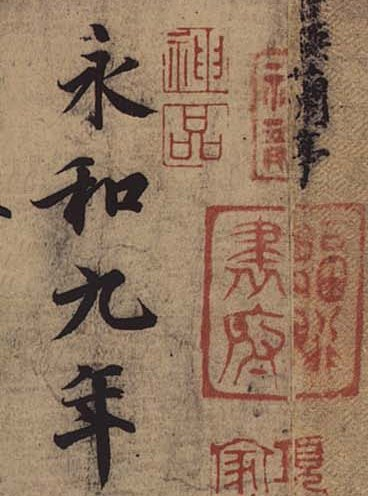
Kalligraphie von Wang Xizhi (4. Jahrhundert) – Beginn des Orchideenpavillons

Als wichtigster Exponent der Übergangsphase zur mittelalterlichen Ästhetik Chinas gilt der Philosoph Wang Chong (1. Jahrhundert). Er nahm ein aller materiellen Substanz, ihrer gesetzmäßigen Entwicklung und auch der menschlichen Wahrnehmung eigentümliches Grundelement („qi“ genannt) an. Daher galt ihm die materielle Welt als Quelle auch der Vorstellung vom Schönen und Hässlichen; künstlerische Wahrheit war ihm die Übereinstimmung mit den Tatsachen.
Cao Pi (187–226) schloss an solche Überlegungen an, begriff aber nicht nur Inhaltliches als Kriterium des Schönen, sondern bezog die Form entschieden mit ein. Xie He (479–502) konkretisierte diese Vorstellungen in den „sechs Prinzipien der Malerei“. Als solche galten ihm: der Ausdruck des Wesens der Lebenserscheinungen; die Kunst, mit dem Pinsel zu malen; die Verwendung der Farbe in Übereinstimmung mit dem Charakter des Gegenstandes; die Komposition; die Übereinstimmung der Form mit den realen Dingen; die Nachahmung der besten Beispiele der Vergangenheit. Su Shi (Su Dongpo, 1036–1101) wies auf die Rolle der Inspiration und des Talents hin.
Trotz dieser vielseitigen Überlegungen wurde die weitere Entfaltung der chinesischen Ästhetik in der Folgezeit bis zum Ende der Qing-Dynastie durch die geringe Entwicklung der Produktivkräfte und die Erstarrung der gesellschaftlichen Verhältnisse in feudalen oder noch älteren Formen stark behindert. Das im 17. Jahrhundert von Wang Gai herausgegebene Sammelwerk über die Malerei ist kaum mehr als eine Kompilation zurückliegender Auffassungen. Sie haben weit über die Grenzen Chinas hinaus gewirkt.
Seit der Ming-Dynastie hat sich Kunqu, eine der ältesten Bühnenkunstformen der Welt, in der Geschichte der chinesischen Kunst etabliert. Entsprechend ist Kunqu-Kritik in der Geschichte der chinesischen Ästhetik entstanden. Zu den bekannten Kunqu-Kritikern der Ming-Dynastie gehören unter anderem Qi Biaojia (祁彪佳) und Lü Tiancheng (呂天成).
Ji Cheng hat das erste Werk „Die Kraft des Gartens“ (chinesisch 《園冶》) über Gartenkunst in China verfasst. Die traditionelle chinesische Landschaftsmalerei und die Kunst der Gartengestaltung stehen in äußerst enger Beziehung zueinander. Im Unterschied zum europäischen Garten, der erst im 18. Jahrhundert mit der Malerei in Verbindung trat, haben sich in China Malerei und Gartenkunst parallel entwickelt. Auch die Gedankenwelt der Dichtung sowie die Entwicklung der Architektur, Dramatik, Kalligraphie und Bildhauerei hat den chinesischen Garten beeinflusst.
Wang Guowei hat eines der wichtigsten ästhetischen Werke Chinas im 20. Jahrhundert, Anmerkungen zur Lyrik der menschlichen Welt (chinesisch 《人間詞話》), zur Poesie-Kritik verfasst, in dem der westliche Einfluss zu sehen ist. In diesem Werk schuf er die Theorie der drei Ebenen der Gedankenwelt (chinesisch 境界說). Wang Guowei hat Theorie von Arthur Schopenhauer angewandt, um eine der vier wichtigsten klassischen Literaturen Chinas, Der Traum der Roten Kammer, zu analysieren.
Chen Yinke hat in seinen Büchern Über Yuan Zhen and Bai Juyis Poesie (chinesisch 《元白詩箋證稿》) und Eine alternative Biographie von Liu Rushi (chinesisch 《柳如是別傳》) erstmals die Verbindung von Poesie und Geschichte stark in Betracht gezogen, wobei er ausführlich an der Theorie gearbeitet hat, dass Gedichte und Geschichte einander bestätigen (chinesisch 詩史互證). Es wird vermutet, dass das letzte Werk die persönliche Situation und Gefühle von Chen Yinke in den letzten Jahren seines Lebens reflektiert. Dagegen kritisiert Qian Zhongshu diese Position scharf und vertritt die Ansicht, dass man Literatur nicht mit der Geschichtswissenschaft identifizieren darf. Qian Zhongshu hat selbst in seinem ganzen Leben verweigert, auf die Frage eine Antwort zu geben, ob sein bekanntester Roman, Die umzingelte Festung, konkrete Menschen und Geschichte seiner Zeit reflektiert hat.
Der Philosoph Fang Dongmei hat sich in seinem Aufsatz Lebensstimmung und Schönheitsgefühl (chinesisch 《生命情調與美感》) damit beschäftigt zu erklären, was für eine Rolle die Poesie in der chinesischen Philosophie gespielt hat. Er vergleicht die chinesische, altgriechische und abendländische Kunst und philosophische Schwerpunkte, um über die Möglichkeit einer Synthese zu diskutieren.
Shen Congwen hat das erste systematische Werk Kleidung und Ornamentik im alten China (chinesisch 《中國古代服飾研究》) über Änderung und Entwicklung der Kleidungen von der Altsteinzeit bis zum Ende der Qing-Dynastie im alten China verfasst, wobei die Kleidung erstmals als Gegenstand der ästhetischen Forschung betrachtet wird, durch die man einen Einblick in die Veränderungen in Politik, Militär, Wirtschaft, Kultur, Folklore, Philosophie, Ethik usw. erhält.
Gu Wenda und Xu Bing zählen zu den modernen chinesischen Malern, die von Ludwig Wittgenstein beeinflusst wurden und sich mit der Kunst über die Sprachen beschäftigen. Gu Wenda ist unter anderem in seiner Serie Mythos der verlorenen Dynastien für die von ihm erfundenen pseudo-chinesischen-Zeichen bekannt.

### Indien

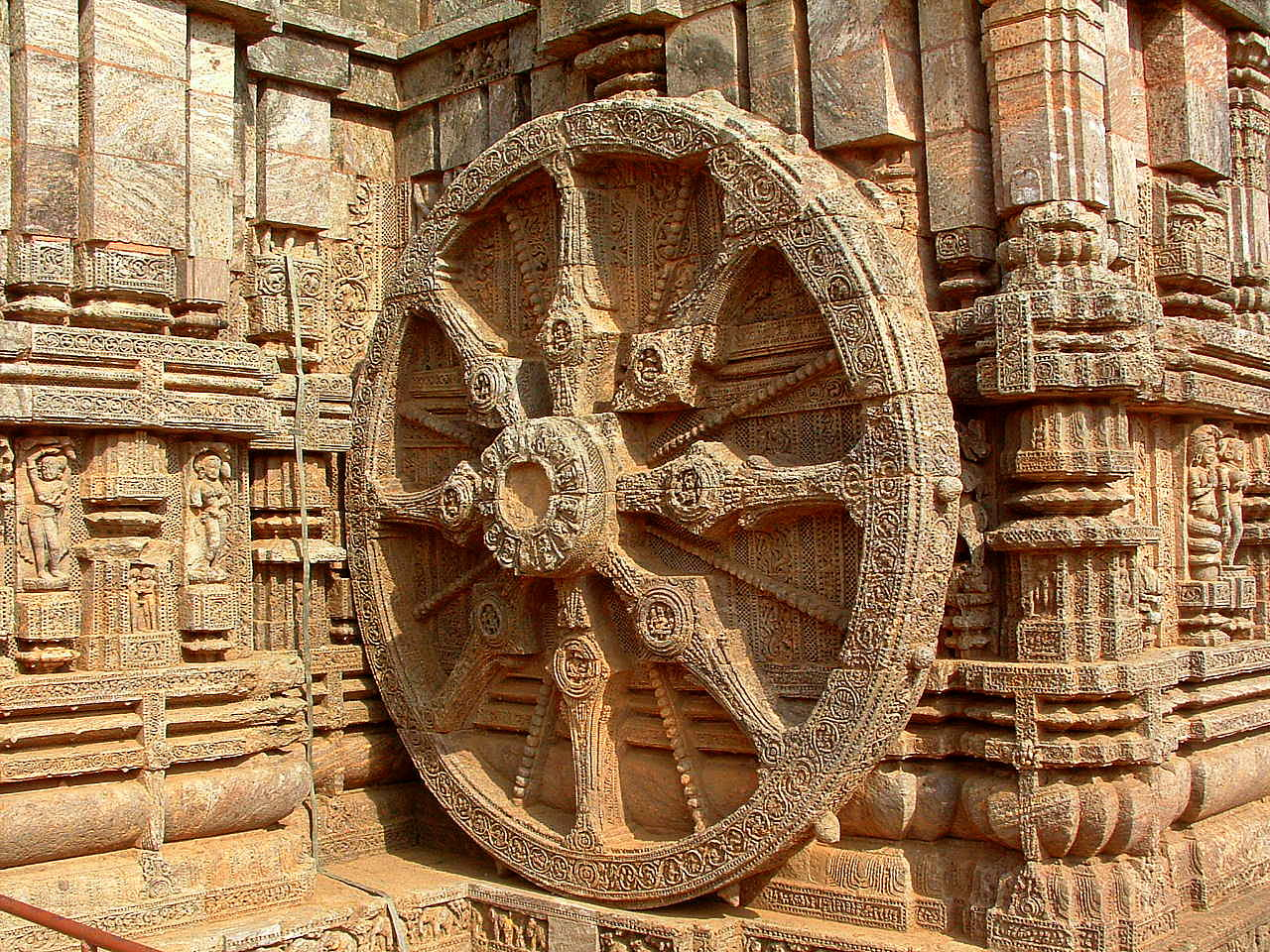
Sonnentempel von Konark (2005)

Rasa ist der zentrale Begriff der klassischen indischen Ästhetik. Er bezeichnet den nicht in Worte zu fassenden mentalen Zustand der Freude und Erfüllung, der sich beim Genuss eines gelungenen Kunstwerkes beim Betrachter einstellt. Die früheste bekannte Ästhetik-Schrift stammt etwa aus dem 1. Jahrhundert; sie enthält vor allem Regeln zur Erziehung der Schauspieler. Im 6. Jahrhundert entstand die bedeutende Schrift Silpa Sastra mit ausführlichen Hinweisen für das Bauen von Dörfern, Wohnhäusern, Tempeln, Palästen und über die Anbringung von Skulpturen an Bauwerken. Der Philosoph Vamana (8. Jahrhundert) befasste sich mit Fragen des poetischen Stils. Im 10. Jahrhundert wurden Probleme des verborgenen Gehalts der Kunst erörtert. Abhinavagupta verband die ästhetische Wahrnehmung mit der Erfassung der Realität. Die altindische Musiktheorie Gandharva-Veda enthält viele der bis heute gültigen Grundlagen der klassischen indischen Musik.

## Antikes Europa

### Griechenland

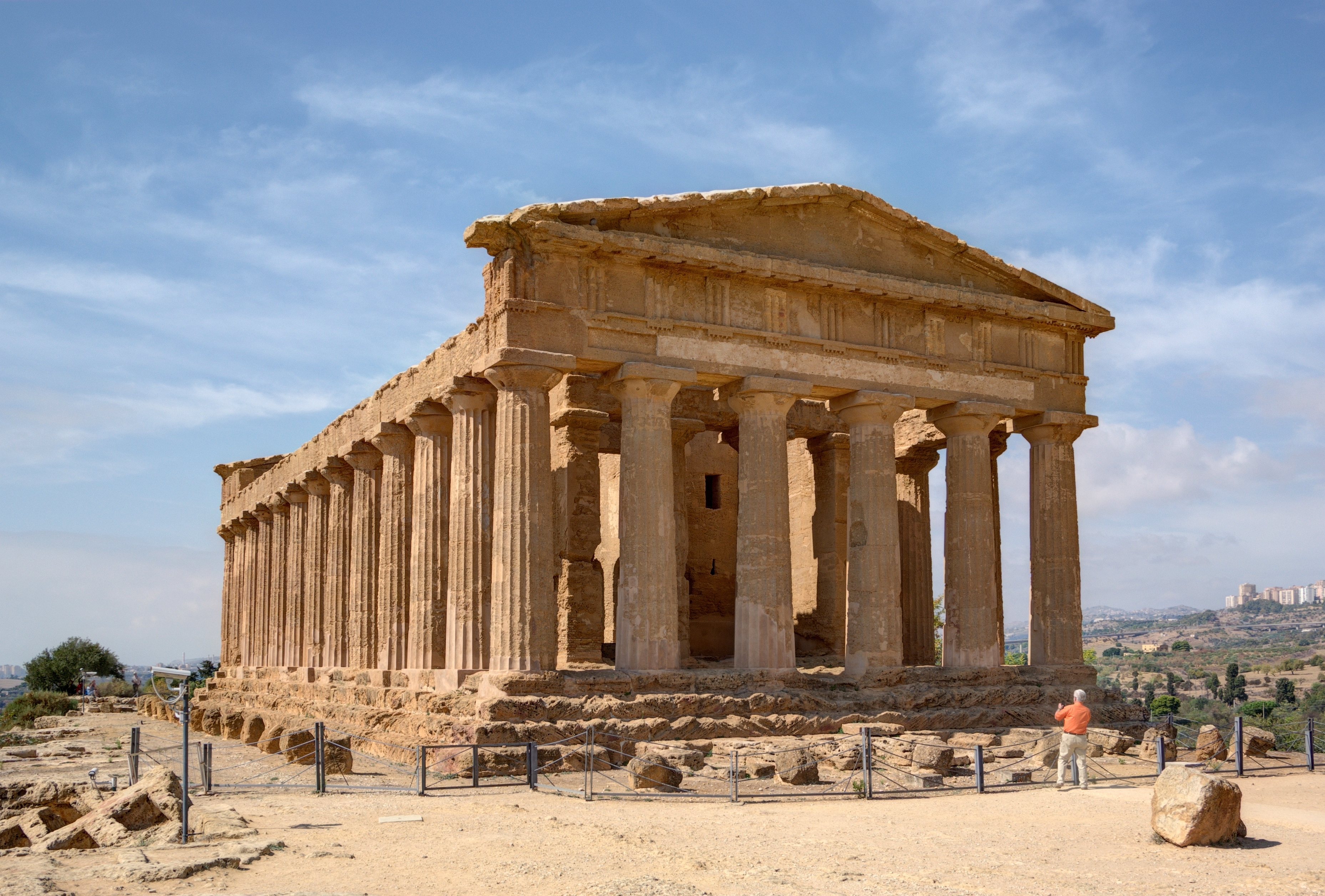
Dorischer Tempel in Agrigent (2012)

Im alten Griechenland entwickelte sich die Ästhetik in enger Verbindung mit einer großartigen Entfaltung der Kunst zu einem besonderen Höhepunkt mit Auswirkungen bis in neueste Zeit. Wesentlichen Anteil hat dabei die griechische Mythologie mit ihren vermenschlichten Vorstellungen von den Gottheiten und die Entwicklung der Naturwissenschaften, besonders der Mathematik. Deren Entdeckungen wurden teils direkt in der Kunst verarbeitet (etwa die Proportionslehre im Bau); sie hatten auch Anteil an dem hohen Grad theoretischer Durchdringung der dem Ästhetischen geltenden wissenschaftlichen Überlegungen.
Die Blütezeit der Ästhetik lag im 5. und 4. Jahrhundert v. Chr. in der Epoche der voll entfalteten Polisdemokratie mit ihren weltweiten Handels- usw. Verbindungen und der sich dem Ganzen der Polis einfügenden Entfaltung des Individuums. Zentren der Ästhetik waren kennzeichnenderweise zuerst die Kolonistenstädte an den Küsten Kleinasiens, dann Siziliens und Italiens, im Mutterland gewann sie Bedeutung besonders in Athen.
Ästhetische Begriffe und Bezeichnungen hatten sich schon in der Frühzeit gebildet. Bereits Homer (etwa 9. Jahrhundert v. Chr.) sprach von „Schönheit“, „Harmonie“ usw. allerdings ohne sie theoretisch zu fixieren. Als künstlerisches Schaffen verstand er die produktive handwerkliche Arbeit, glaubte zugleich, dass eine Gottheit im Ästhetischen wirke. Ähnlich verbunden sind nüchterne Praxis und Mythologie bei Hesiod (um 700 v. Chr.), der dem Maß als ästhetischer Kategorie große Aufmerksamkeit widmete und es in Zusammenhang mit der bäuerlichen Arbeit begriff.
Heraklit (um 554 bis etwa 483 v. Chr.) erklärte das Schöne aus der dinglich-materiellen Qualität des Wirklichen. Kunst bringe Einklang aus Entgegengesetztem „offenbar durch Nachahmung der Natur“. Demokrit (460–371 v. Chr.) sieht das Wesen des Schönen in einer sinnlichen Ordnung der Symmetrie und Harmonie der Teile eines Ganzen. Bei den Pythagoreern spielte in den kosmologischen und ästhetischen Vorstellungen die Zahlen- und Proportionslehre für das Schöne und Harmonische eine große Rolle.

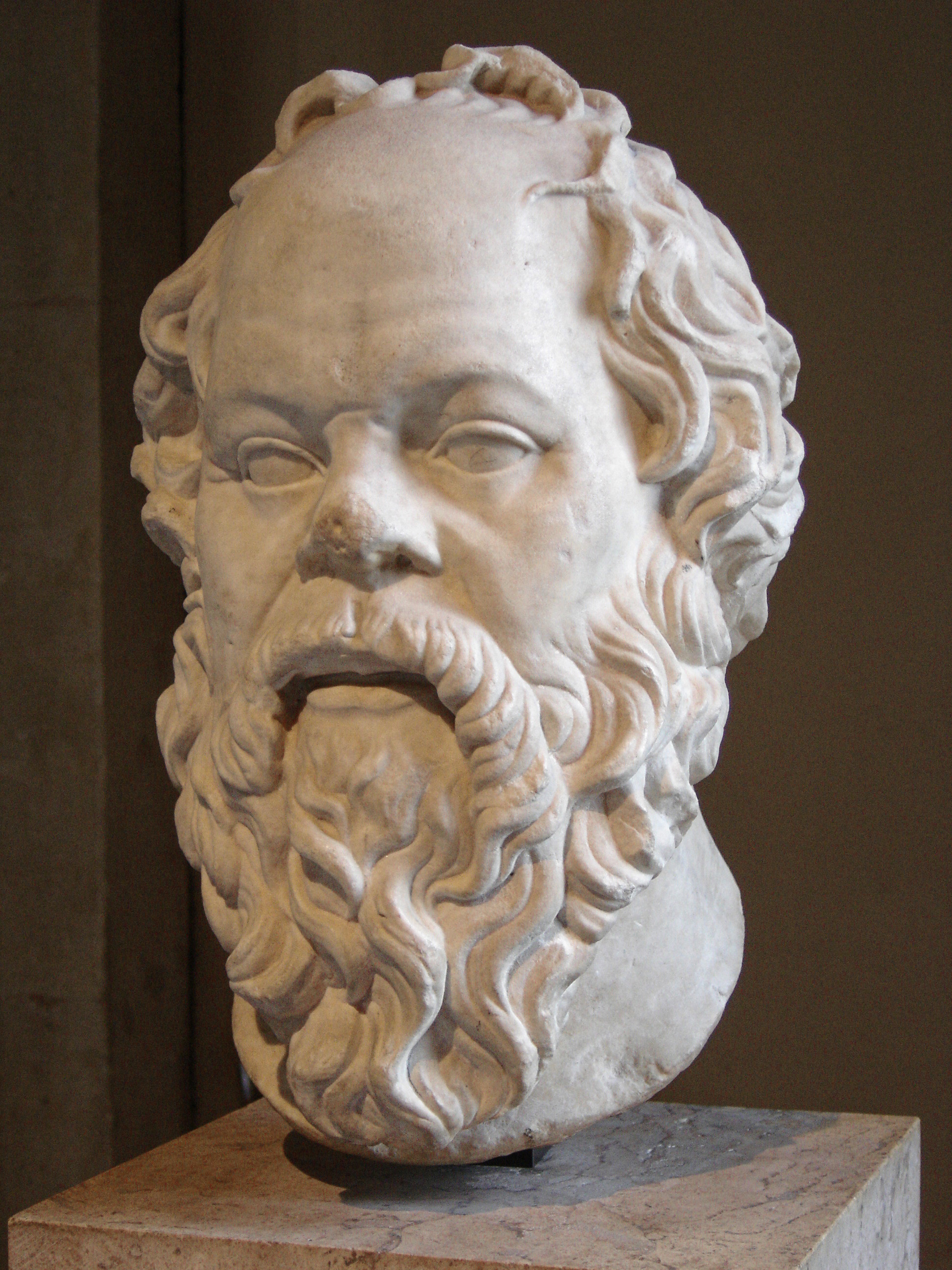
Sokrates

Für Sokrates (469–399 v. Chr.) fallen schön und gut zusammen. Die bildende Kunst habe hauptsächlich einen an Geist und Körper schönen Menschen zu bilden. Platon (427–347 v. Chr.) dagegen übersieht die reale Sinnestätigkeit des Menschen. Die Schönheit trage übersinnlichen Charakter und wende sich deshalb als Idee an das Denkvermögen, den Verstand des Menschen. Die Dinge seien nur Abglanz von Ideen, und die Kunst ahme diesen Abglanz lediglich nach. Besonders negativ bewertet er Kunst als Nachahmung von Handlungen, da der Mensch darin schwankend sei. Zugleich unterschied Platon nachahmende und hervorbringende Kunst (unter anderem Architektur), die er über erstere stellte. Zusammen mit seiner Staatsauffassung ist schließlich die Hochschätzung der hieratischen altägyptischen Kunst kennzeichnend.
Gleichzeitig wurden im 6./5. Jahrhundert v. Chr. die Mythen nicht mehr als Wirklichkeit, sondern als Überlieferungsmaterial angesehen, wodurch sich die Wahrheitsfrage neu stellte. Darauf reagierten auch jene Theoretiker, die Poesie als gebundene Rede interpretierten (Gorgias) und die Lehre von der Rhetorik begründeten, indem sie die rhetorische Struktur jedweder menschlichen Kommunikation entdeckten und auch für die Ästhetik nutzbar machten (weitergeführt von römischen Theoretikern wie Cicero). In diesem Sinn wurde auch die (moralisierende) Allegorese aus der Mythendeutung und -kritik entwickelt (unter anderem durch Prodikos).

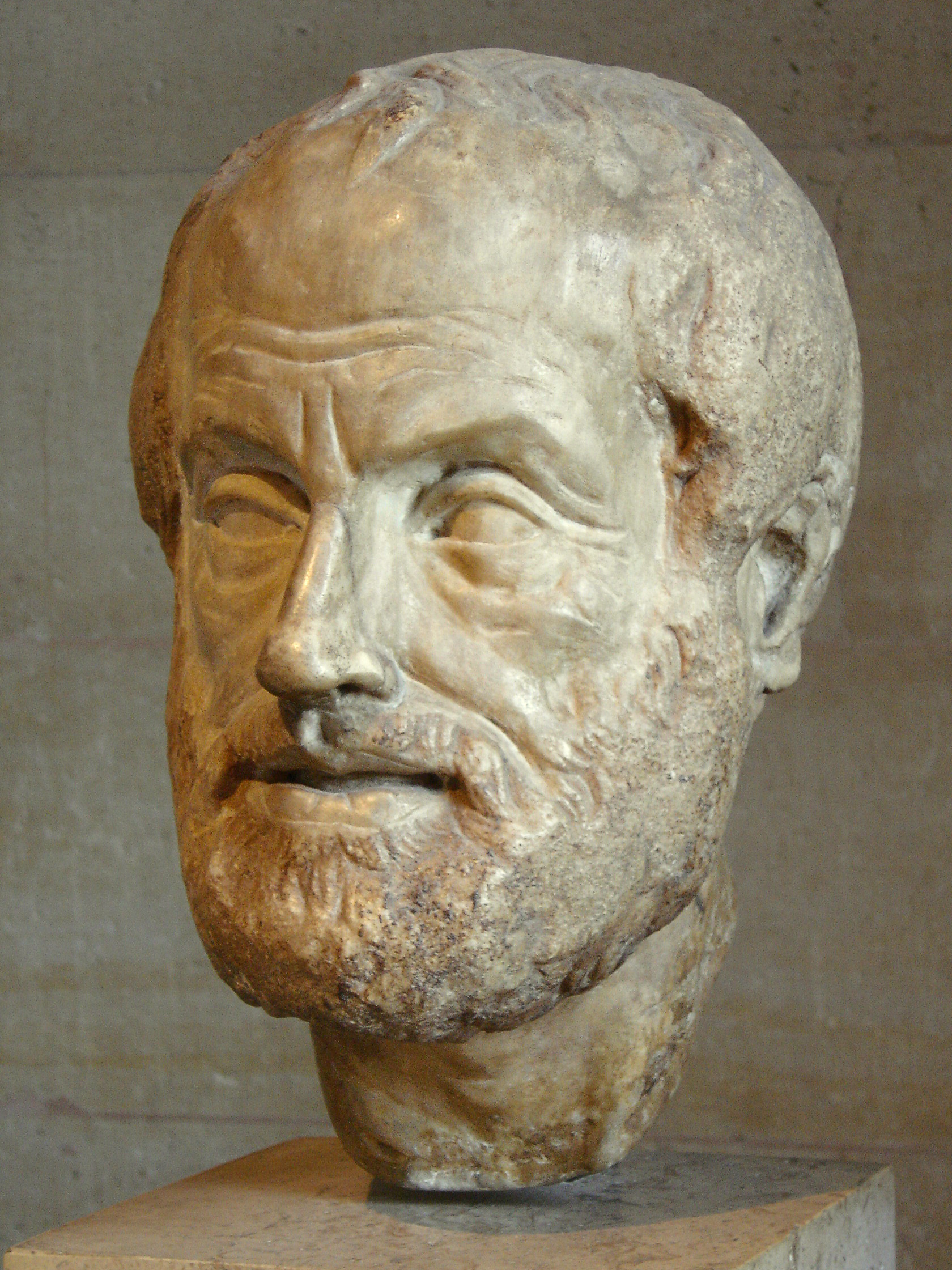
Aristoteles

Ihren Kulminationspunkt erreicht die griechische Ästhetik bei Aristoteles (384–322 v. Chr.). Der große Denker des Altertums kritisierte die Ästhetik Platos, aber auch der Rhetoriker und Allegoriker, und entwickelte seine ästhetischen Anschauungen aus Untersuchungen der vorhandenen griechischen Kunst (Drama, Epos, Musik, Plastik, Malerei). Grundlegend für die Geschichte der Ästhetik wurde sein Versuch, die Dialektik von Wesen und Erscheinung und ihre Beziehung zum Kunstschönen zu bestimmen. Bei Aristoteles gilt die künstlerische Nachbildung nicht dem einzelnen, im Auffälligen bleibenden Objekt. Sie richtet sich auf sein Wesen und Gesetz, auf die Tendenz der Natur bei der Bildung des Gegenstandes. Dessen Idealisierung gemäß seinem Charakter sei darum die künstlerische Aufgabe. Durch ihre gute Lösung werde das Kunstwerk immer etwas Schönes, auch wenn das nachgebildete Objekt nicht schöner als das Gewöhnliche (Tragödie) oder sogar geringer als dieses sei (Komödie). Neben dieser Beziehung des Kunstschönen zum künstlerisch nachgebildeten Gegenstand hält Aristoteles Qualitäten des Schönen für gegeben, die seiner sinnlichen Existenz innewohnen (Proportionen, Ordnung, Bestimmtheit). Gleichzeitig versucht Aristoteles, den Zusammenhang zwischen dem Guten und Schönen zu erfassen. Die Kunst diene der Anregung bestimmter Gefühle und ihrer Katharsis (Reinigung), edler Ergötzung und Erholung. Er sah dies vor allem dadurch verwirklicht, dass künstlerisches Handeln „Durchspielen“ von Alternativen sei, „wie es sein könnte“, nicht verpflichtet auf faktische Wahrheit (Mimesis). Die künstlerisch zeigende Darstellung ist demzufolge paradigmatisch – Mimesis meint die „nachahmende Darstellung des handelnden Menschen“.

### Spätantike

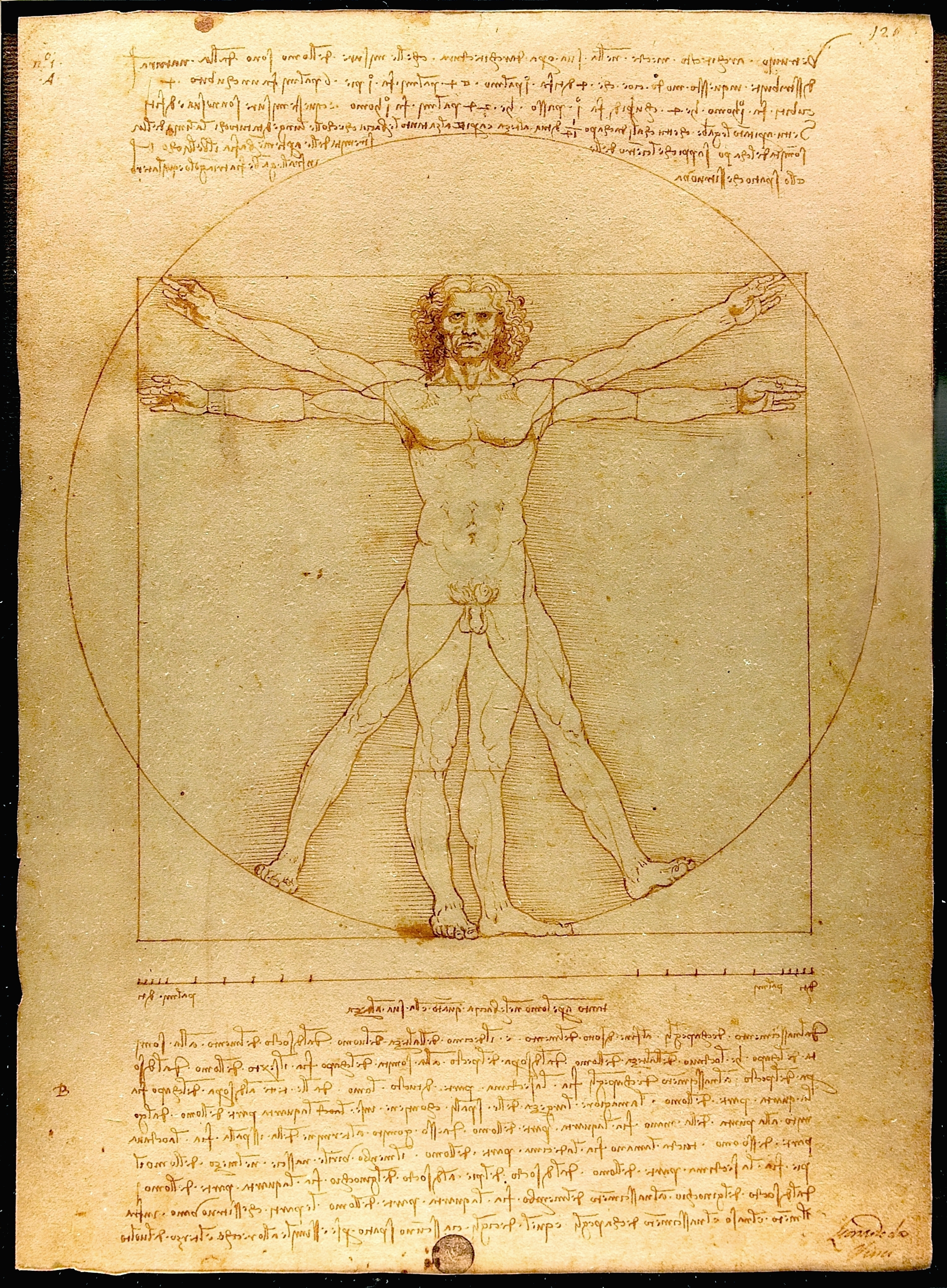
„Der vitruvianische Mensch“,
Proportionsschema der menschlichen Gestalt nach Vitruv Skizze von Leonardo da Vinci, 1485/90, Venedig, Galleria dell’ Accademia

Im ästhetischen Denken der Spätantike nimmt der Neuplatonismus, vor allem in seiner Systematisierung durch Plotin (204–270) eine besondere Stellung ein. Dieser lässt aus dem Geistig-Göttlichen stufenweise die intelligible Welt hervorgehen, aus dieser, auch wieder abgestuft, die Materie, die in diesem „Abstieg“ zunehmend negativ beurteilt wird als das Unvollkommene, auch Urschlichte: „alles bereits Vollkommene zeugt und erzeugt ein Geringeres“. Damit die Seele (durch Erkenntnis bzw. Tugend) an der höchsten Schönheit teilhaftig werden kann, muss sie sich aufsteigend aus der Sinnlichkeit von deren Negativität befreien. Auch Plotin entwickelte so eine Erlösungsvorstellung, die auf das christliche Mittelalter vorauswies. Mit seiner Erkenntnistheorie zielte Plotin gegen den epikureischen Materialismus wie seine Ethik gegen den Zerfall des römischen Reiches genauso gerichtet war und ebenfalls sein Projekt einer Idealstadt Platonopolis, für das er auch bei dem Kaiser Gallienus Interesse fand. Im Unterschied zu Plato besaß Kunst in seinem System einen höheren Stellenwert. Sie ist als Abglanz des Vollkommenen und Verweisung darauf bildbar, auch wenn ihr der Widerspruch eines schwächeren Widerscheins der „intelligiblen Schönheit“ verbleibt. Dennoch konnte Kunst Schönheit durch Beherrschung der Materie mittels der Idee hervorbringen.
Für das römische ästhetische Denken ist die Zusammenfassung der antiken Vorstellungen bezeichnend (zum Beispiel bei Vitruvius zu Architektur und Städtebau), ebenso wie das Weiterführen der Reflexionen über das Verhältnis von Natur und Kunst (Horaz, Ars poetica), über die verschiedenen Theoreme zum Schönen, für die zum Beispiel Seneca als letzte Ursache „die wirkende Vernunft, und dies ist die wirkende Gottheit“ erklärt. Die Frage nach der Vermittlung des Besonderen und des Allgemeinen, von Vergangenheit und Gegenwart usw. beschäftigte auch die frühen christlichen Autoren. Paulus (Galaterbrief 4,24) begründete dazu die allegorische Deutung des Alten Testaments und Neuen Testaments (Allegorie), sie wurde als möglicher mehrfacher Schriftsinn vor allem von Origenes im 3. Jahrhundert entwickelt, wenngleich auch seither bestritten (schon Johannes Chrysostomos, der den literarisch-historischen Sinn der Bibeltexte betonte).

## Mittelalter

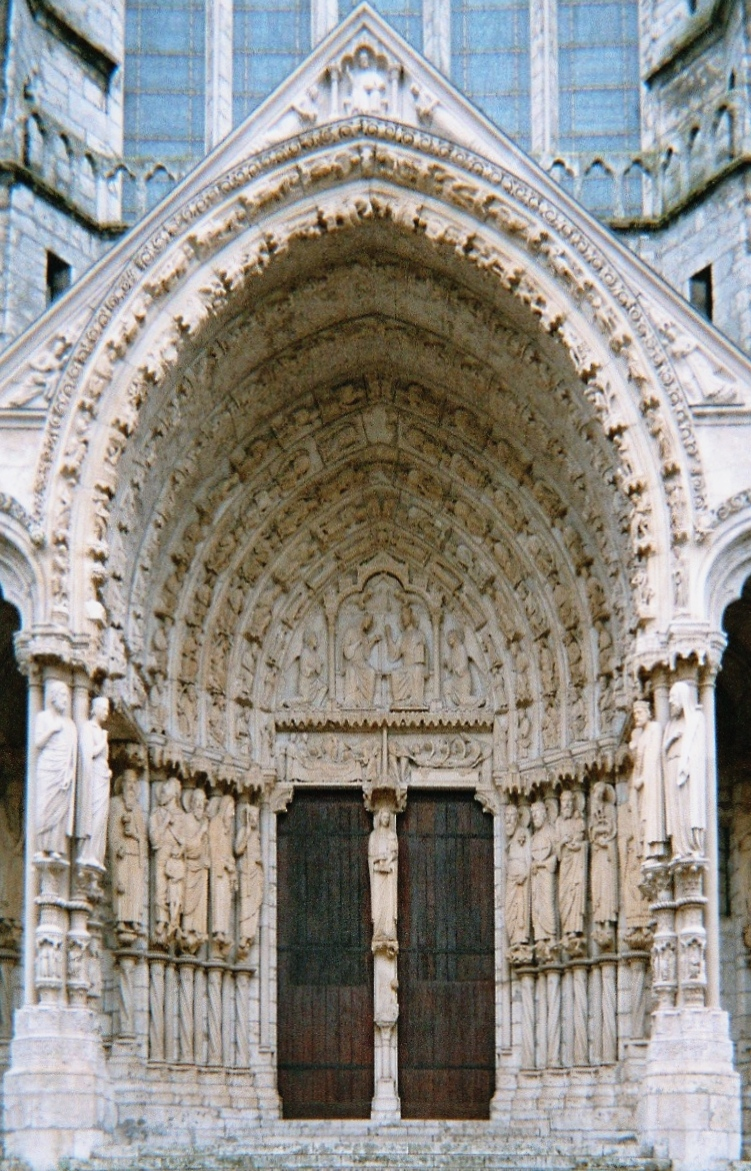
Portal der Kathedrale von Chartres

Die mittelalterliche Ästhetik zählte Malerei und Bildhauerei ebenso wie die Handwerke zu den artes mechanicae, die dem alltäglichen Leben dienen. Daher werden die bildenden Künste im Rahmen von Technik behandelt (so schon in Etymologiae des Isidor von Sevilla; † 636). Kunst galt demnach als die Fertigkeit, eine Materie zu bearbeiten und einen Zweck zu erfüllen. Dieser Zweck bestand in der Regel darin, eine absolute Wirklichkeit metaphorisch so zu versinnbildlichen, dass beim Betrachter eine starke Emotion ausgelöst wird, die sein Leben verändern kann.
Theoretisch über die technische Enzyklopädie des Isidor hinaus führt die Schedula diversarium artium. Bei der topographischen und literarischen Beschreibung von Kunstwerken herrschte unter Nachwirkung der Antike und besonders in Byzanz Interesse an der schönen Form.
Das 2. Konzil von Nizäa bestätigte 787 im Zusammenhang mit der Bilderfrage, dass die Maler nur die ars, also das Handwerk ausüben, während ingenium und traditio, also den schöpferischen Teil, die kirchlichen Auftraggeber zum Kunstwerk beisteuern. Diese Auffassung des Verhältnisses von Künstler und Auftraggeber behielt das Mittelalter hindurch grundlegende Bedeutung. Eine Sonderstellung nimmt die Architektur ein, die den wissenschaftlichen Disziplinen der sieben freien Künste nähersteht, obwohl sie einem praktischen Zweck dient.
Die Grundlagen der mittelalterlichen Ästhetik, die bis ins 14. Jahrhundert Gültigkeit behielten, wurden von frühchristlichen Denkern wie Origenes (185–254), Augustinus (354–430) und Pseudo-Dionysius Areopagita (Ende 5. bis Anfang 6. Jahrhundert) in der christlichen Auseinandersetzung mit dem spätantiken Neuplatonismus geschaffen. Einerseits fassten sie alles Sinnliche als Abfall von Gott auf, andererseits behaupteten sie eine Analogie zwischen transzendentem und materiellem Sein, zwischen göttlicher und irdischer Schönheit. Daraus resultierten die wichtigsten Grundsätze:
1. Die irdischen sichtbaren Dinge sind „unähnlich ähnliche“ Abbilder der unsichtbaren göttlichen Wahrheiten (Pseudo-Dionysius: imago dissimilis): Pseudo-Dionysius erläuterte am Beispiel des Sonnenstrahls, wie eine immer dichter werdende Materie die Emanation des göttlichen Lichts beeinträchtigt, bis dieses nur noch verdunkelt, in Rätseln erscheinen kann. Das sinnliche „Abbild“ erhält geringere Bedeutung als das übersinnliche „Urbild“, das in ihm sinnbildlich zur Darstellung gelangt. Die Rangfolge spielte auch im Verhältnis von kirchlichem Kultus und Kunst eine Rolle. Eucharistie, Reliquien, Kultraum und -gerät wurde längere Zeit ein höherer Seins-, Erkenntnis- und Schönheitsgrad zugebilligt als der bildenden Kunst, deren kultische Funktion im frühen Mittelalter auf Grund des alttestamentlichen Bilderverbots umstritten war. Basilius der Große (330–379) und Johannes Chrysostomos (344/349–407) schätzten die Bilder als Raumschmuck, als Mittel der Erinnerung an die biblische Geschichte und als Unterweisung für die Ungebildeten.
2. Allegorische Auffassung der Schönheit als Analogie der höchsten Schönheit Gottes: Schönheit ist eine objektive Eigenschaft des Seins, der Künstler (artifex) schafft sie nicht, er hat sie nur hervorzuheben.
3. Das Schöne wird mit den Kategorien des Wahren und Guten gleichgesetzt. Da Schönheit als Vollkommenheit definiert wird, besitzen Schönheit auch die geringsten Dinge, auch die Materie an sich, auch das Böse und Hässliche, denn sie haben ihren Platz in der hierarchisch geordneten Gesamtheit der Schöpfung.
4. Die „anagogische“ Auffassung der Kunst. Abt Suger von St. Denis (1081–1151): „Der schwache Geist erhebt sich zur Wahrheit durch das Materielle“. Durch Betrachtung (contemplatio) der Kunstwerke, in denen der artifex die objektive vorhandene Schönheit zur Geltung gebracht hat, kann der menschliche Geist zum Begreifen der übersinnlichen Welt geführt werden. Letztlich wird in dieser Auffassung der sinnlichen Wahrnehmung ein höherer Wert zuerkannt als dem rationalen Erkennen. Richard von St. Viktor († 1173) setzt contemplatio als höchste Erkenntnisform über cogitatio (Denken) und meditatio (Überlegen). Daher ist die Kunst, obwohl zum Handwerk gerechnet, sogar den Wissenschaften überlegen, da sie dem Menschen das Universal-Intelligible anschaubar macht, das seinem Verstand unzugänglich bleibt.
5. Die didaktische Auffassung vom Kunstwerk. Neben der Funktion der Sichtbarmachung des Unsichtbaren hat die auf das irdische Leben gerichtete unterweisende Zielsetzung der Kunst eine Hauptrolle gespielt, ihre Auffassung als „memoria rerum gestarum“ (Erinnerung an die Begebenheiten), die Ende des 6. Jahrhunderts Gregor der Große und 791 die Libri Carolini (II, 10) formulierten. Sie rechtfertigt und fordert naturnachahmende und erzählende Darstellungen, um dem Publikum die Weltordnung, den Platz aller Dinge und der Menschen darin sowie die erwünschten Verhaltensweisen zu erklären. Nach Bernhard von Clairvaux (1090–1153) sollte Kunst „dem Geist das Licht vorhalten, den Sitten die Form, den Sünden die Strafe, den Gefühlen die Frömmigkeit, den Sinnen die Zucht“.
6. Hauptbestandteil des Schönen ist das ganze Mittelalter hindurch die Schönheit des materiellen Lichtes als Abbild des geistigen Lichtes. Die neuplatonische Lichtmetaphysik wurde besonders durch Johannes Scottus Eriugena (ca. 810 bis nach 877) in seiner Übersetzung und Interpretation des Pseudo-Dionysius für das europäische Mittelalter bestimmend. In der Schönheit als Leuchtkraft vereinten sich die objektive Schönheit der Materie (sofern sie glänzend, lichtdurchlässig, reflexionsfähig ist) und die technische Bearbeitung der Materie durch den Künstler, der sie so leuchtend wie möglich zu machen hatte. Die Wertschätzung von Gold, strahlenden Farben, von Schmucksteinen und Materialien wie Alabaster und Bergkristall, besonders die Farbverglasung der gotischen Sakralbauten hängt mit der metaphorischen Lichtauffassung zusammen.

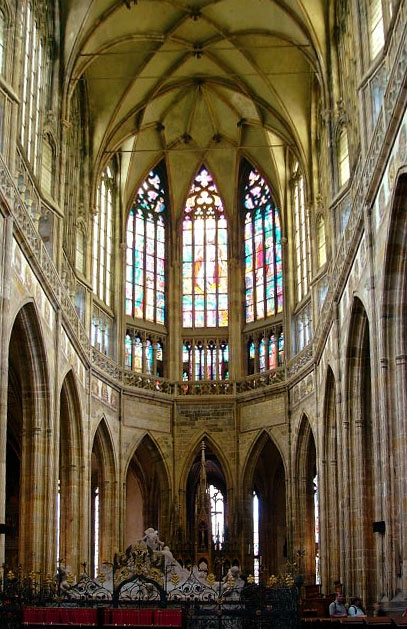
Lichtdurchfluteter Raum: Chor des Prager Doms

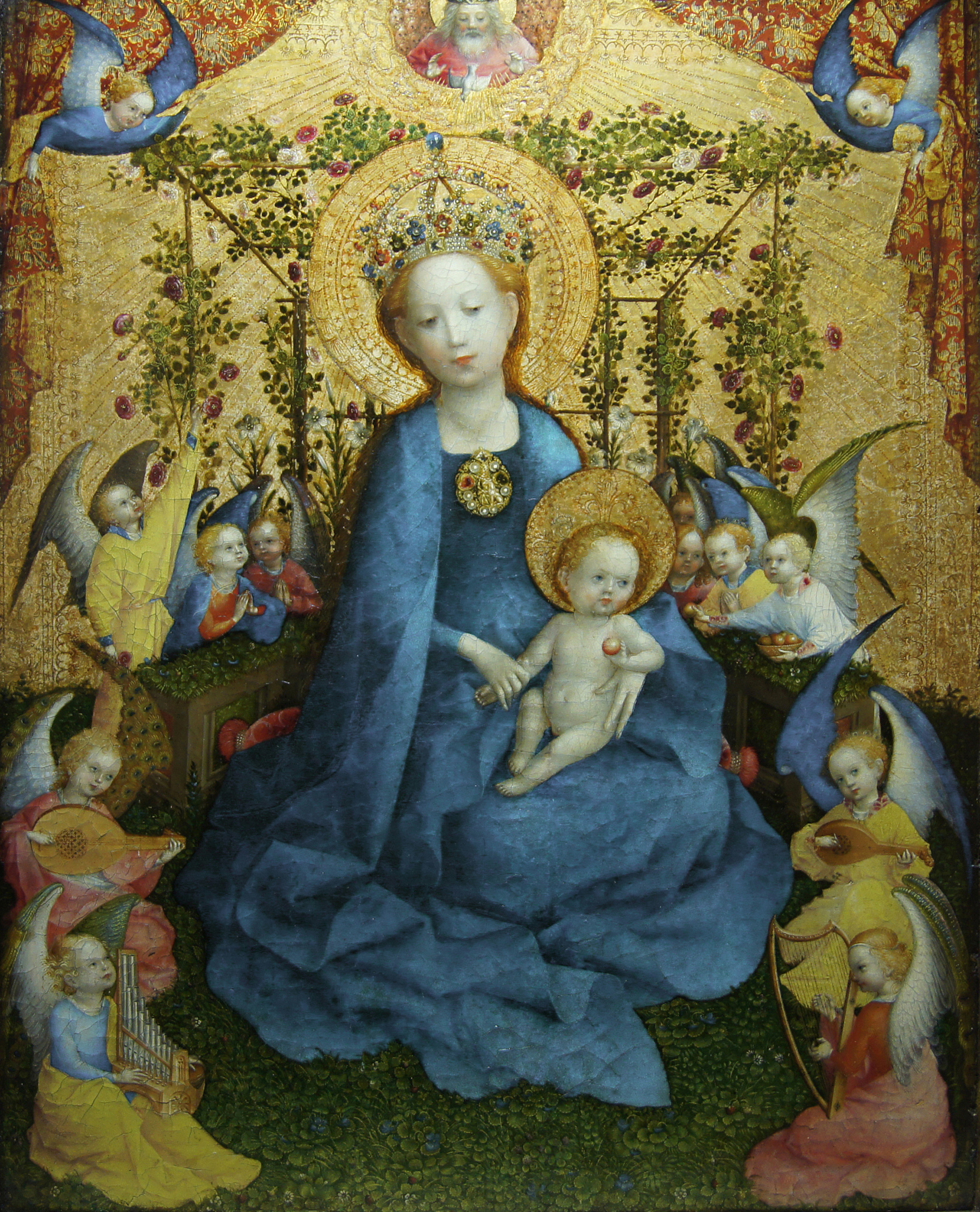
„Madonna im Rosenhag“, um 1448, Mischtechnik auf Holz, Köln, Wallraf-Richartz-Museum

Im Verlauf der Entwicklung von der Patristik zur Scholastik und über diese hinaus differenzierten sich die Theorien als Teil der theologischen Kontroversen, besonders zwischen philosophischem Nominalismus und Realismus. In der Auffassung des Kunstschönen verstärkten sich einerseits die rationalen, andererseits die emotional-mystischen Akzente, und es wuchs das Bewusstsein ästhetischer Eigenständigkeit (bereits die Schedula diversarum artium (Roger von Helmarshausen), um 1060/90, geht im theoretischen Ansatz über eine technische Enzyklopädie hinaus). Wichtigste Kriterien der Schönheit wurden Licht und Farben, die Vielfalt der Teile im Ganzen, die auch die aufmerksame Beobachtung und Wiedergabe der natürlichen Wirklichkeit einschließt. Bereits Bernhard von Clairvaux hatte gegen die dionysisch-augustinische imago dissimilis mit den Begriffen rationalis species und spiritualis effigies ein Schönheitsideal der Ruhe und Einfachheit gesetzt, das dem theologischen Konzept der Liebesmystik (siehe Mystik) statt der bisherigen Vorstellung vom strafenden Richtergott entsprach und sich vor allem der Lichtmetaphysik bediente (Vereinigung der erleuchteten Seele mit dem höchsten Licht). Auf mathematischen Verhältnissen beruhende Proportionen spielten hingegen im Mittelalter keine Rolle und kamen erst im Übergang von Spätmittelalter zur Renaissance im Zuge der Wiederentdeckung antiker Bauästhetik erneut auf.
Licht und Farben stehen bei Hugo von St. Viktor (1096–1141) im Mittelpunkt, wobei er die Vielfalt und Verschiedenheit der wahrnehmbaren Schönheit im Gegensatz zur höchsten göttlichen Schönheit betont (multiplicatio et variatio universorum), was auch den naturwissenschaftlichen Erkenntnissen der Kathedralschule von Chartres entsprach.
Bei Thomas von Aquin (1224/1225–1274) findet sich ein (aristotelisch beeinflusstes) klassisches Schönheitsideal von Klarheit, Ausgewogenheit und Ordnung. Claritas, perfectio, proportio sind seine Kriterien für das Schöne, das im Menschen die Befriedigung der wahrnehmenden Erkenntnis hervorruft, und zwar aufgrund der bewusst gestalteten Form, die klar und bestimmt zu sein hat. Die Trennung der Kategorien gut und schön, die Bewertung der Schönheit der Materie in Hinsicht auf ihren Zweck sind die wesentlichen Neuerungen gegenüber dem traditionellen Verständnis.
Neben dem dominikanischen Rationalismus des Thomas von Aquin vertrat Bonaventura (1221–1274) eine Auffassung der Schönheit als Licht, die der franziskanischen Emotionalität gemäß als Hinführung der Seele zu Gott, also im anagogischen Sinn verstanden wird. Gemeinsam ist jedoch beiden die Theorie der wirklichkeitsgetreuen Bilder, die in klassisch disziplinierter Form Dinge und Begebenheiten durch möglichste Naturnähe den Sinnen des Betrachters nahezubringen haben. Damit wird das alte Prinzip der memoria rerum gestarum aktiviert und zugleich die Brücke geschlagen zur vollendeten „Vergegenwärtigung“ der Renaissance.

## Renaissance

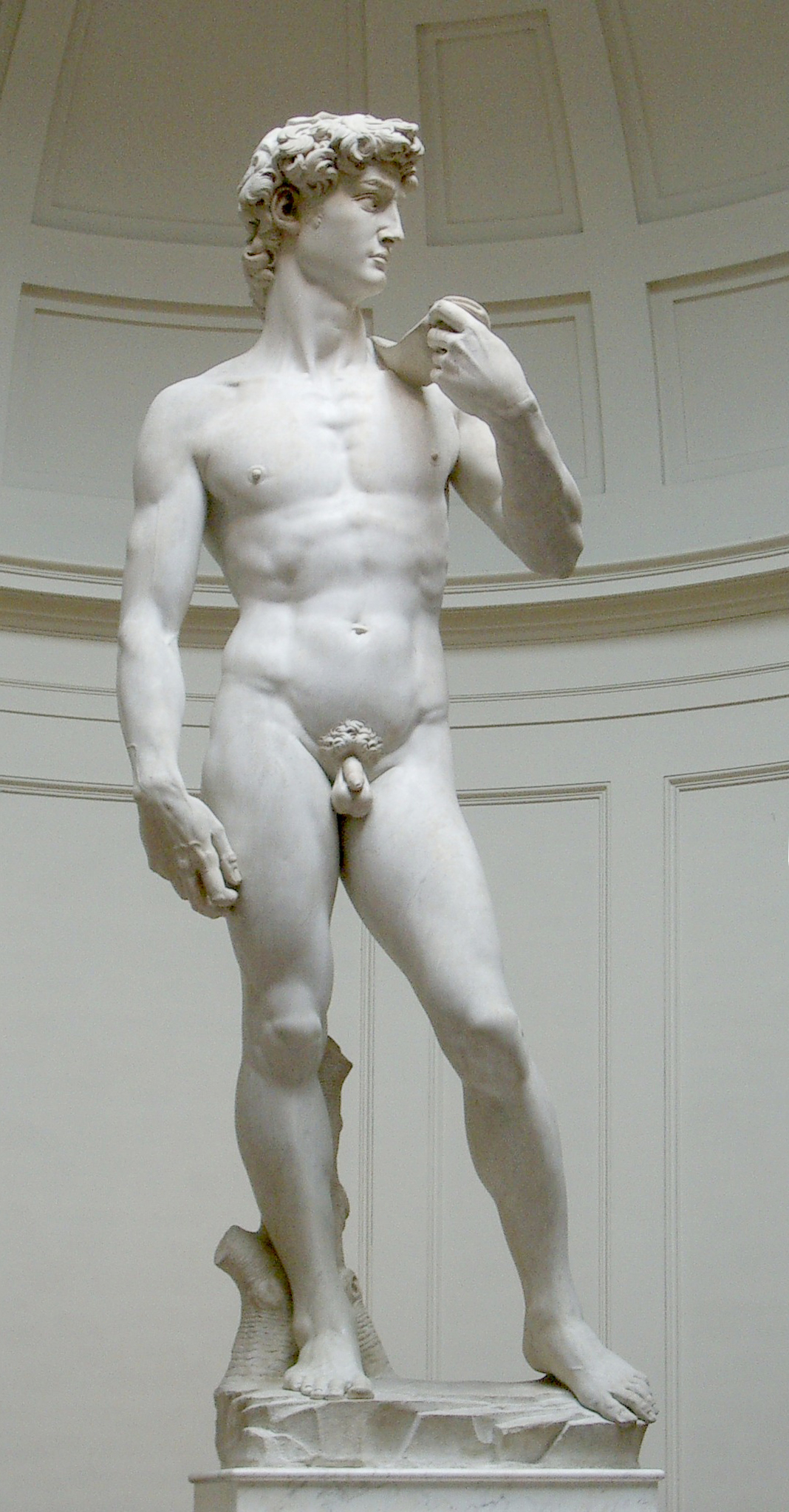
Michelangelo – David

Die Vermittlung findet sich in Theorie und Praxis Dante Alighieris (1265–1321) und der anderen florentinischen Schriftsteller des Trecento. In der Renaissance wurde eine qualitativ neue Stufe der Kunst und Ästhetik sichtbar. Deren Basis war der beginnende langwierige Übergang vom Mittelalter zur Neuzeit, in Italien im 14. und 15. Jahrhundert begründet in der Entfaltung vor- und frühkapitalistischer Verhältnisse (diese eher im 14. als im 15. Jahrhundert) eines hochentwickelten Stadtbürgertums (besonders Florenz und Venedig), das auch aristokratische Elemente in sich einbezog. Seinem revolutionären Emanzipationsversuch aus den traditionellen, vor allem feudalen Bedingungen, seiner aus den Lebenstätigkeiten resultierenden Tendenz zur „Weltzugewandtheit“ und dem „Bestehen müssen“ widersprüchlicher sozialökonomischer und politischer Entwicklungen und Geschehen diente die neue Kunst und Ästhetik.
Realität war ihr Ausgangs- und Zielpunkt im Interesse des praktisch tätigen und verantwortlichen Individuums. Dessen verschiedenen Bedürfnissen entsprach nicht nur eine vielgestaltige und zunehmend auf Erfahrung sich gründende Kunst, sondern auch eine weit ausgreifende und reich strukturierte Ästhetik und Kunsttheorie:

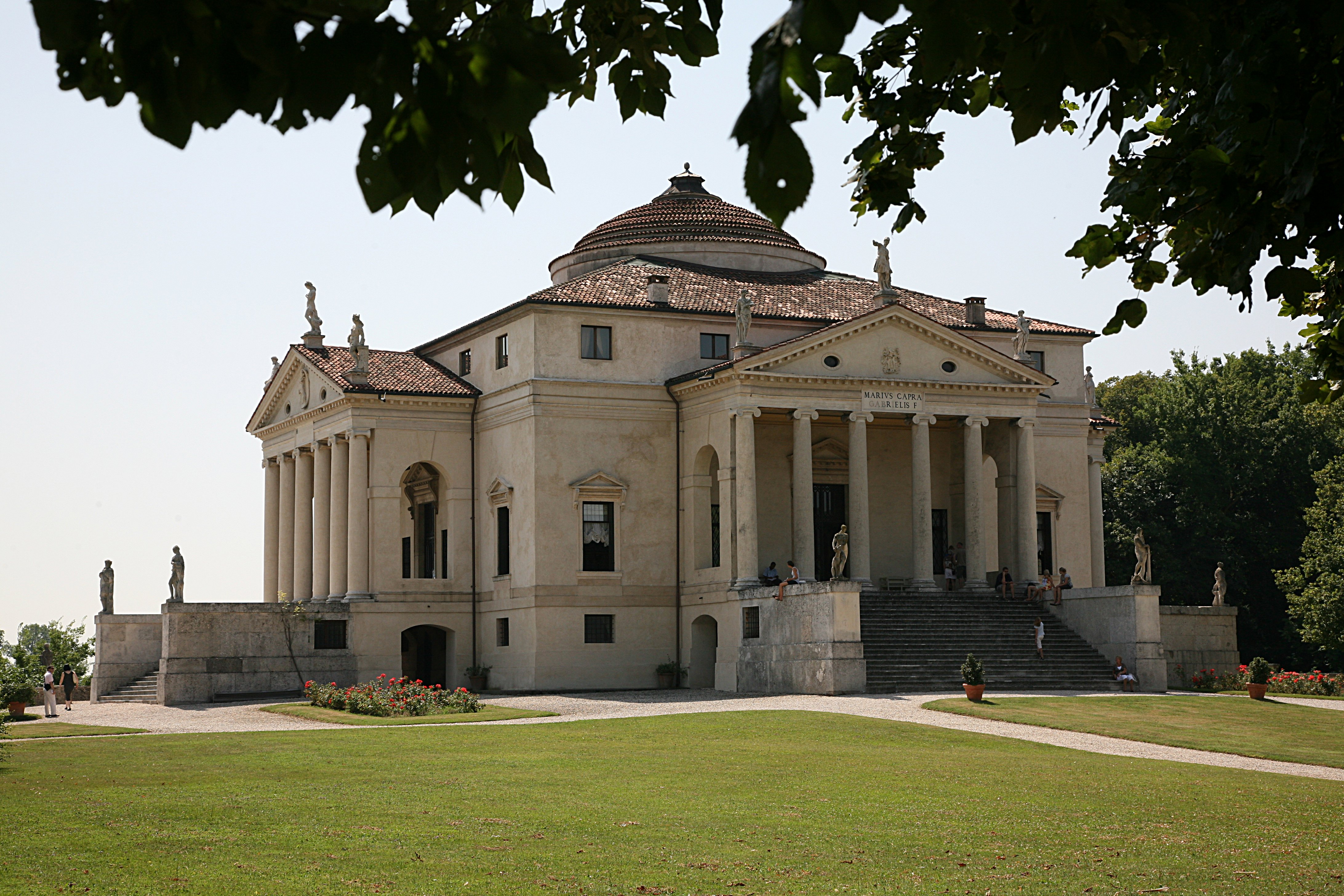
Palladio Villa Capra „La Rotonda“ in Vicenza

- blieb in ihnen wie in der Praxis vieler Künstler (besonders Leonardo da Vinci) trotz fortschreitender allgemeiner Arbeitsteilung und sich immer mehr durchsetzender Spezialisierung der Künstler noch die Komplexität der Vergegenständlichungen menschlicher Wesenskräfte gewahrt, auch in der Beziehung zur praktisch-nützlichen Produktion. So begriff der Architekt, Maler, Philosoph und Dichter Leon Battista Alberti, der vielseitigste systematische Theoretiker der italienischen Renaissance, unter Rückgriff auf Vitruv die Baukunst als Bauen schlechthin und unter Einbeziehung der Funktionstüchtigkeit, der technischen Solidität und der sinnlichen Wirkung. Die gleiche universelle Grundbeziehung zur Realität vertraten Leonardo, Dürer, Michelangelo und andere als Künstler wie als Theoretiker.
- war alles kunsttheoretische Denken auf die Vervollkommnung des Menschen und der Gesellschaft gerichtet, ebenso wie der Humanismus in hohem Maße Morallehre war, beidseits wurde über das Verhältnis von vita activa und vita contemplativa und menschliches Verhalten generell reflektiert. So wurden auch Schönheit und Harmonie in der Kunst nicht als Selbstzweck verstanden, sondern als Mittel, als Paradigma für diese Vervollkommnung, Maß und Ordnung als Ausdruck, um sie herbeiführen zu helfen. Alle Überlegungen, etwa bei Leonardos (historisch begrenztem) Versuch zur Bestimmung des Typischen, zur Dialektik von Wesen und Erscheinung im Schönen galten mit starker humanistischer Gewissheit der Menschenwürde und der Rolle der Persönlichkeit. So behandelt Alberti in seinen Schriften Idealvorstellungen für die bildende Kunst wie für die Architektur und die Stadt (Idealstadt), für den Einzelnen, für die Familie wie für die Gesellschaft als Ganzes. Solche Idealvorstellungen schlugen sich unter anderem auch in der Verherrlichung großer Persönlichkeiten verschiedener Zeiten nieder (Uomini illustri).

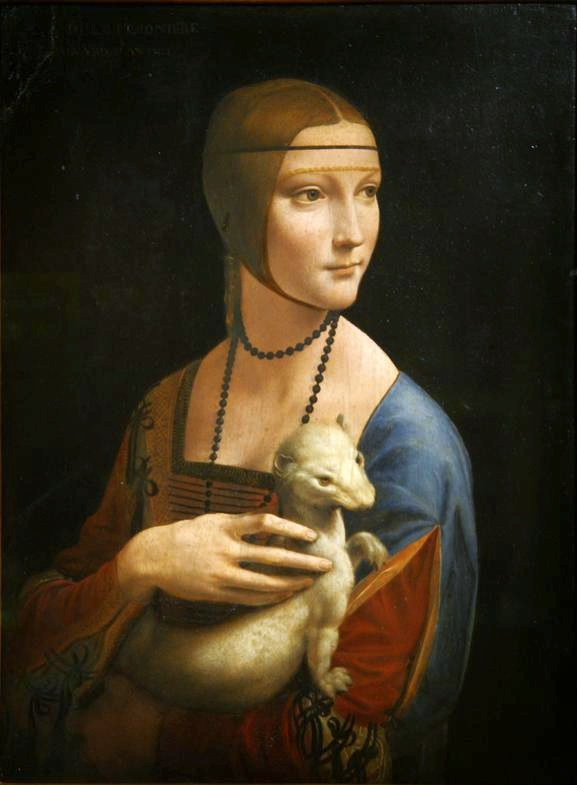
Leonardo da Vinci, Dame mit dem Hermelin

- Hervorgegangen unter anderem aus dem philosophischen Nominalismus wurde auf unterschiedliche Weise im 15. Jahrhundert die hohe Wertschätzung der sichtbaren Realität, besonders der Natur, weitergetrieben. Leonardo erklärte, dass die bildende Kunst mit den „Formen und Erscheinungen der Natur“ zu tun habe. Die Malerei richte sich auf die sichtbare Welt, auf Farbe, Gestalt, Licht und Form der Gegenstände, die Wissenschaft dagegen auf das Innere der Körper. Diese wichtige Unterscheidung führt Einsichten von Aristoteles und Lukrez weiter. Die für die Ästhetik der Renaissance kennzeichnenden Überlegungen über die Nachahmung der Wirklichkeit, über die „mittlere Größe“ im Schönen, dessen Proportionen, die Schönheit von Licht und Schatten usw. gelten der wissenschaftlichen Klarstellung des vermuteten „gesetzmäßig Schönen“, dessen Grund in der Natur angenommen wird. Daher meinte Leonardo, der Geist des Malers solle einem Spiegel gleichen. Andererseits wusste er, dass der Künstler das Kunstschöne erst hervorbringt, der auch berücksichtigt, was der „öffentliche Ruf“ für schön hält. Dürer formulierte ähnliche Gedanken mit den Worten, die Kunst stecke in der Natur, doch müsse der Maler inwendig voller Bilder sein (siehe auch Aufstieg von der sinnlichen zur intelligiblen Schönheit nach Pico della Mirandola’s 'Commento sopra una canzona d’amore', 1486, in Melencolia § I.: 'angelo terrestre per sei gradi'). Auch die genauen Überlegungen zum Typischen, ebenso zur Dialektik von Wesen und Erscheinung gehören hierher. Damit aber reflektiert die Nachahmungstheorie der Renaissance bewusst auch den Gegensatz von Subjekt und Objekt, indem sowohl die „Ähnlichkeit“ gefordert wurde als auch „die Schönheit hinzuzufügen“ (Alberti). Die Kunst vervollkommnet durch Imagination und invenzione (Erfindungskraft) die Natur bzw. der Künstler entdeckt das innere (göttliche) Wesen der Natur. Auch daraus resultiert die hohe Wertschätzung des Künstlers als alter deus, deus in terris, zumal in den neuplatonischen Vorstellungen, aber auch bei theologischen Theoretikern wie Nikolaus von Kues. Für den Florentiner Neuplatoniker Marsilio Ficino (1433–1499) konnte sich das zuspitzen zur Vorstellung vom Schönen als Triumph über die Natur, schön ist jener Gegenstand, der am vollkommensten mit der (göttlichen) Idee des Schönen zusammenklingt. Seine Theologia platonica entwirft eine harmonisch geordnete gestufte Welt, vom göttlichen Glanz der Schönheit durchdrungen, die durch den platonischen amor intellectualis erfahren werden kann. Dem Künstler wurde besonders in den neuplatonischen Vorstellungen die (ambivalente) schöpferische Melancholie zugesprochen.

- wurde damit auch die neue Stellung des sich von den Zunftfesseln emanzipierenden Künstlers begründet, seine mimetische Fähigkeit ist sein Ausdrucksvermögen, das sich der Erfindungskraft wie der rhetorischen Stile bedient. Insofern wurde es auch möglich und notwendig, die lehrbaren Seiten der Kunst auszuarbeiten (zum Beispiel in den Traktaten über Perspektive, Proportionen, Anatomie usw., unter anderem bei Alberti, Piero della Francesca oder Leonardo). Dazu gehörte auch die Erweiterung der Ikonographie durch die verstärkte Wiederaufnahme antiker Stoffe aus Geschichte und Mythologie. Nach Alberti sollte sich der Maler durch Vertrautsein mit Rhetoren und Poeten jene Bildung aneignen, die ihn zum Darstellen solcher istoriae befähigt. Damit wurde zugleich eine Grundlage geschaffen für die besonders durch die Akademien ausgebaute Hierarchie der Gattungen und Genres, ebenso wurde der Rangstreit der Künste (Paragone) begründet.
- Die humanistischen Idealvorstellungen waren widersprüchlich mit esoterischen und elitären Ansichten verbunden. Für die intellektuelle Absonderung von der Masse des Volkes ist kennzeichnend, dass nur wenige Idealstadtprojekte Wohnviertel von Handwerkern vorsahen (Leonardo behielt dem Volk nachgeordnete, dem Warenverkehr dienende Straßen vor). Die Neigung, dem Idealen größeren Raum zu geben, verstärkte sich zu Ende des 15. Jahrhunderts.

## Entwicklung nach der Renaissance
Ästhetik und Kunsttheorien nach der Renaissance sind von widersprüchlichen, einander entgegengesetzten wie verflochtenen sozialökonomischen, politischen und kulturellen Erscheinungen und Bewegungen geprägt: Absolutismus und höfische Gesellschaft bzw. die Abgrenzung von ihnen, Herausbildung des Frühkapitalismus, Revolutionen (Holland, England), Reformation und Gegenreformation (nicht zuletzt durch den langwierigen Bilderstreit im 16. Jahrhundert wirkend), Aufstieg der Wissenschaften und des philosophischen Rationalismus, tiefere und bewusstere Fundierung menschlicher Praxis auf Erfahrung.

### Manierismus

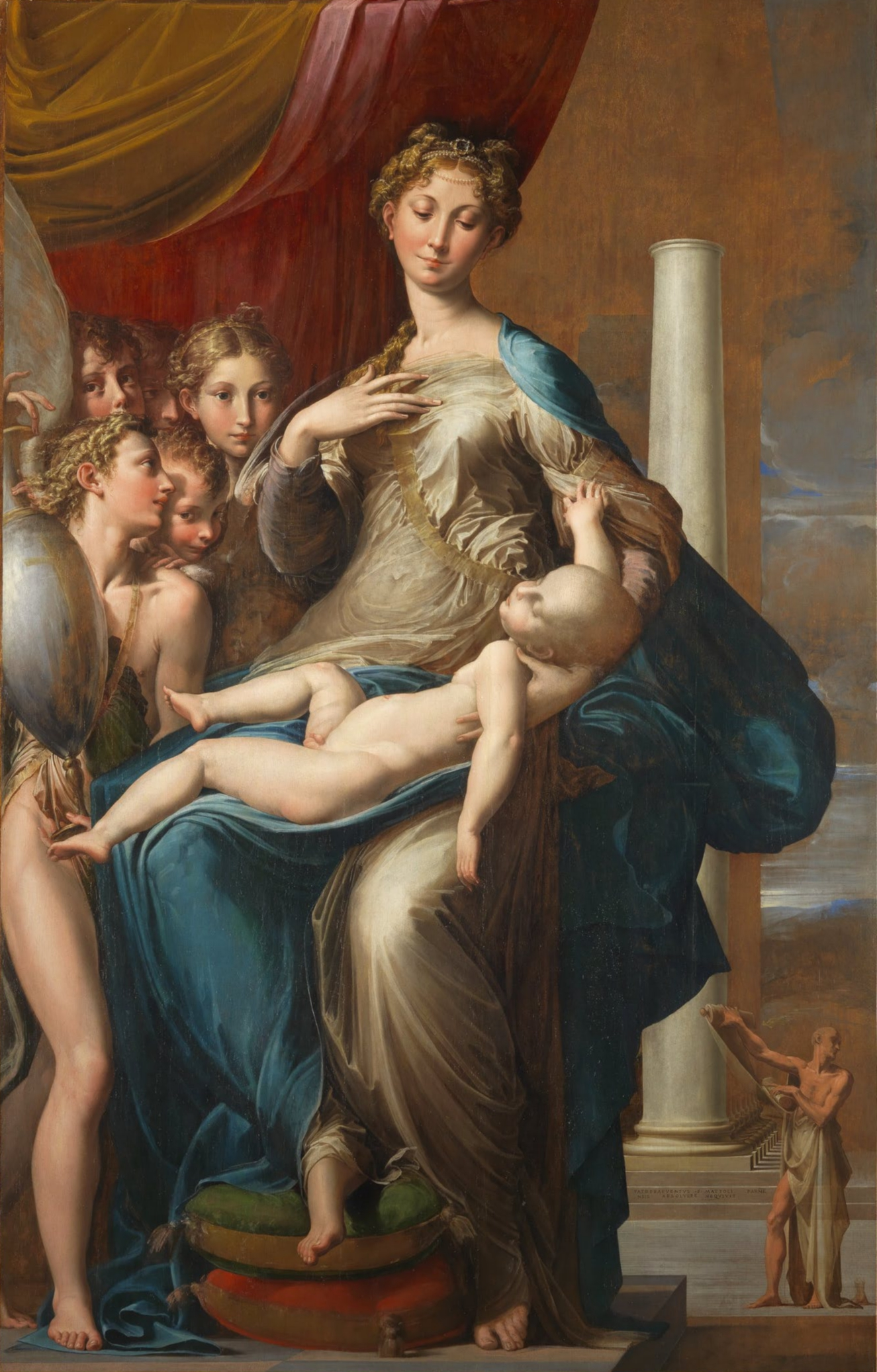
Parmigianino: Madonna mit dem langen Hals

Die krisenhaften Wandlungen und die neue Stellung des emanzipierten bzw. erneut in höfischen Dienst genommenen Künstlers spiegelten sich im Manierismus. In dessen Theorie wurden zunächst jene Renaissance-Traditionen hervorgehoben, die die Vorstellungskraft, die Invention, auch die Gelehrsamkeit des Künstlers und das disegno interno (das innere „Bild“) über die Naturnachahmung, das disegno esterno stellten. Im Wettstreit der Bildkunst mit der Poesie wurde das Ut pictura poesis des Horaz oft umgekehrt in „ein Gemälde ist wie ein Gedicht“. Einesteils wurde damit Subjektivismus gefördert und das „künstliche“ von Kunst betont, anderenteils erhielten Form- und Farbphantasie und das Bemühen um Ausdruckssteigerung starke Impulse (zum Beispiel Tintoretto, El Greco).

### Reformation und die Folgen
Gegen den forcierten Eigenwert von Kunst erhoben sich, zum Teil religiös motiviert, auch kritische Stimmen. Folgenreich für das neue Kunstverständnis wurde auch, dass die Reformatoren zunächst eher auf das Wort und die Schrift als auf das Bild setzten (Calvin: „wer recht belehrt werden will, muss anderswo als bei den Bildern lernen, was man von Gott wissen muß“). Gleichzeitig wurden für Verständnis und Gebrauch von Bildern bedeutungsvoll die neue Beachtung der menschlichen Sinne, Erfahrungen und Affekte und ihre kritische Reflexion (beginnend bei den Humanisten des 16. Jahrhunderts wie Erasmus von Rotterdam; im gegenreformatorischen Sensualismus (Ignatius von Loyola; Teresa von Ávila); im philosophischen Denken bis zu Descartes und Spinoza; in der Emblematik usw.).
Im Resultat aller Wandlungen und Kontroversen wurde die rhetorische Macht des Bildes, seines Illusionismus und der künstlerischen Invention neu befestigt, mit je unterschiedlicher Akzentuierung des docere, permovere, delectare (Belehren, Bewegen, Vergnügen). Durch die katholische Gegenreformation wurde Nachdruck gelegt auf die bildliche Didaktik und schließlich sensualistische Überwältigung; Polemik gegen profane und laszive Darstellungen wie im Umkreis des Tridentiner Konzils hatte nur begrenzte Auswirkung.

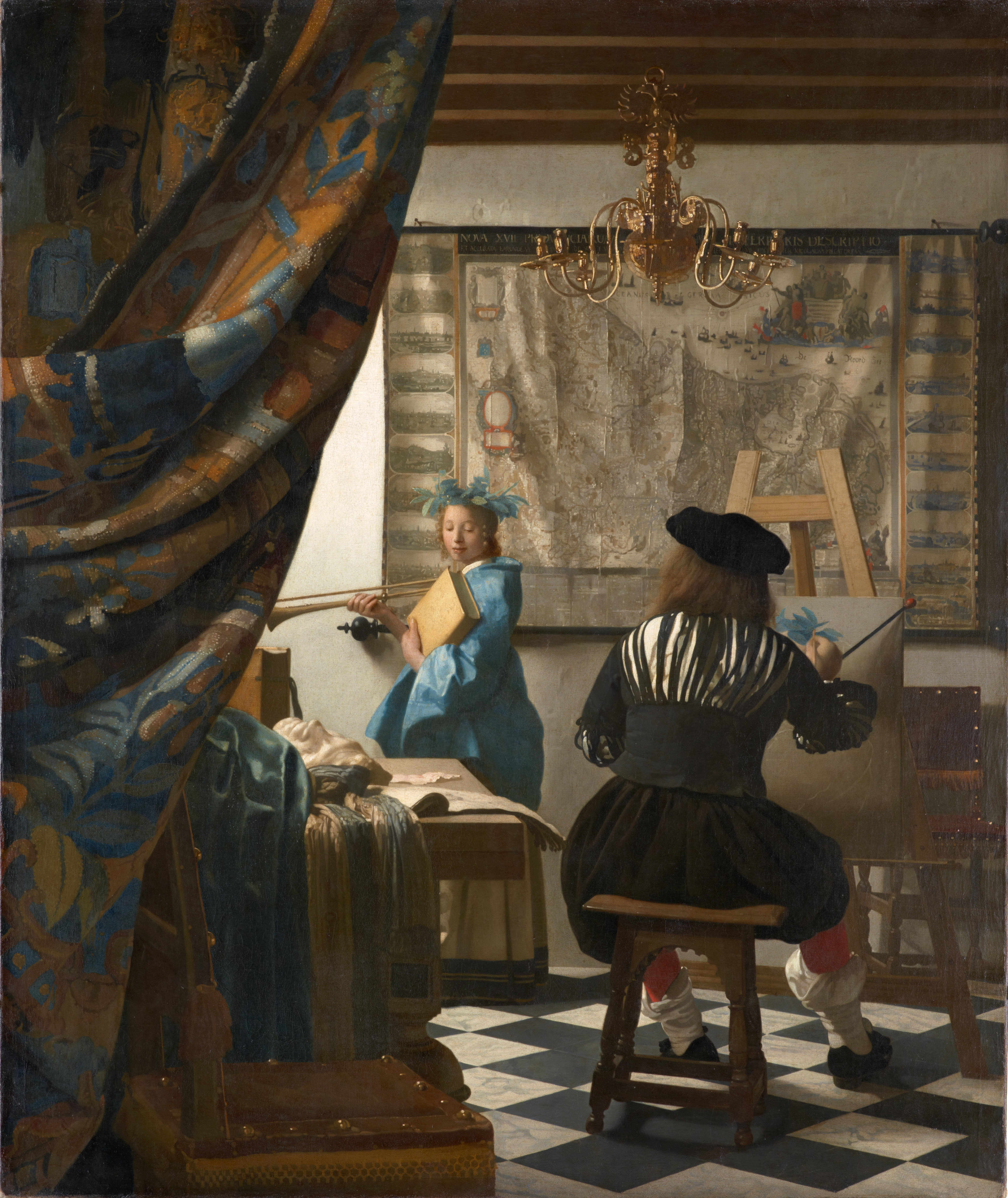
Johannes Vermeer: Allegorie der Malerei, 1665

Die volle Entfaltung des fiktiven Bildprinzips, des Illusionismus im Besonderen, führte bei den Theoretikern, die sich mit einer Kunst „nach dem Leben“ befassten, zu Erörterungen über das Wesen und den Sinn dieses „Spiegel der Natur, der die Dinge, die nicht da sind, vortäuscht und in erlaubter Weise vergnüglich und löblich betrügt“ (van Hoogstraten 1678). Nicht nur niederländische Künstler verstanden sich als „Nachformer des Lebens … weil man den natürlichen Dingen damit näher beikommt“ (Philips Angel, 1641), sie wussten aber auch, dass sie damit den „Gemütern der Kunstliebhaber“ zu gefallen suchten. Für das religiöse Bild galt ebenso das hohe Bewusstsein von der „Wirkung auf das Auge mittels der Malerei“: „niemand könne leugnen, dass ein gut gemaltes Bild die Devotion und die Gemütsstimmung stark befördere“ (Zuccari, 1607).
Alle Autoren reflektierten über das Verhältnis von Schein und Sein, von Wahrheit und Wahrscheinlichkeit, über die künstlerischen Techniken der Persuasione (Überredung), besonders die rhetorischen Kunstmittel, dies zu erzeugen. Künstler wie Poussin bezogen sich in ihrer Kunst auf die antike Moduslehre, die die bildliche Kunst in Beziehung brachte zu Musik- und Dichtungstheorie, aber auch Rhetorik und selbst Architekturtheorie.

## Klassik

### Italien

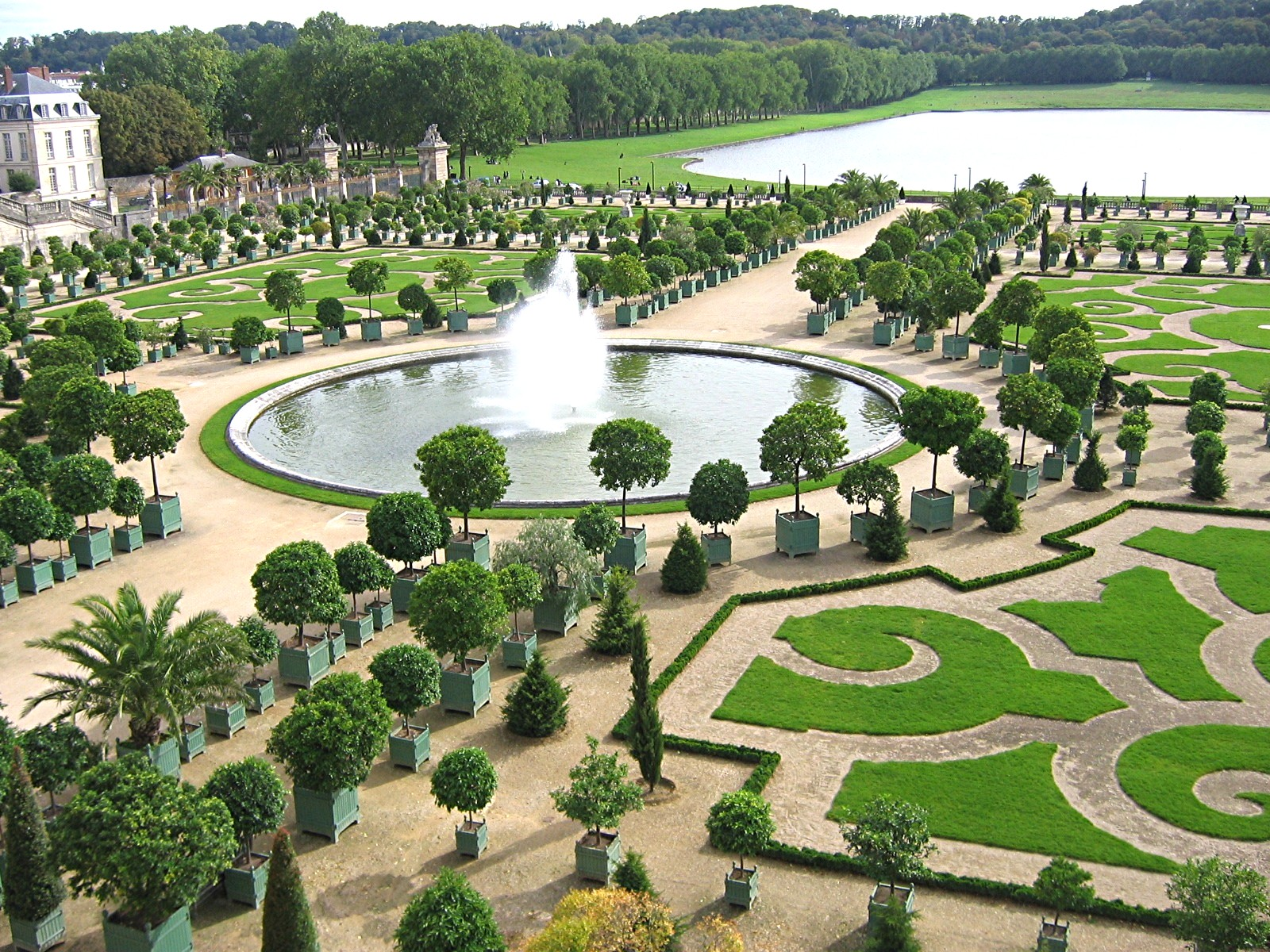
Orangerie des Schlosses von Versailles

Die klassizistische Kunsttheorie Italiens seit der Hochrenaissance fasste G. P. Bellori (um 1615–1696) zusammen. Er ging von christlich-neuplatonischem Gedankengut aus, wenn er die vollkommensten Urformen (Ideen) bei Gott sah, denen die Künstler nahekommen, indem sie „in der Vorstellung einen Begriff höherer Schönheit ausbilden“ und durch „die Idee das Naturschöne zur Vollkommenheit“ formen. Zugleich soll er der fortgeschrittenen Entwicklung folgen und verschiedene Arten von Schönheit anerkennen. In Belloris Schriften wird die verstärkte Vertrautheit mit dem ästhetischen Denken von Aristoteles sichtbar, um dessen Mimesisbegriff er sich bemüht, allerdings nicht über den zeitgenössischen Widerspruch von Naturnachahmung und „naturüberwindender Verschönerung“ (M. Fontius) hinausgelangt. Erst im 18. Jahrhundert wird man sich des Unterschiedes zwischen „Mimesis“ und „Nachahmung“ bewusster. Neuaristotelisch ist bei Bellori auch die Reflexion über Wahrscheinlichkeit. Die absolutistische Durchregelung des Lebens beeinflusste die Kunstprozesse. Sie äußert sich in künstlerischen Vorhaben, wo ein Hauptmotiv alle anderen Elemente beherrscht. Nach diesem Gesichtspunkt wurden mathematisch strenge (rationale) Formen eingesetzt (zum Beispiel die extrem axiale und spiegelgerechte Symmetrie absolutistischer Schlossanlagen wie Versailles, die analoge künstlerische Ordnung des barocken Gartens, besonders des französischen).

### Frankreich
Für Ästhetik und Kunsttheorie bedeutungsvoll war die Entwicklung der französischen Akademie zumal unter der Präsidentschaft von Charles Le Brun und den von ihm angeregten Diskussionen über Kunstregeln. Zwei langwierige Debatten sind vor allem bedeutungsvoll: die so genannten „Querelles des Anciens et des Modernes“ und der Streit der Poussinisten und Rubenisten.

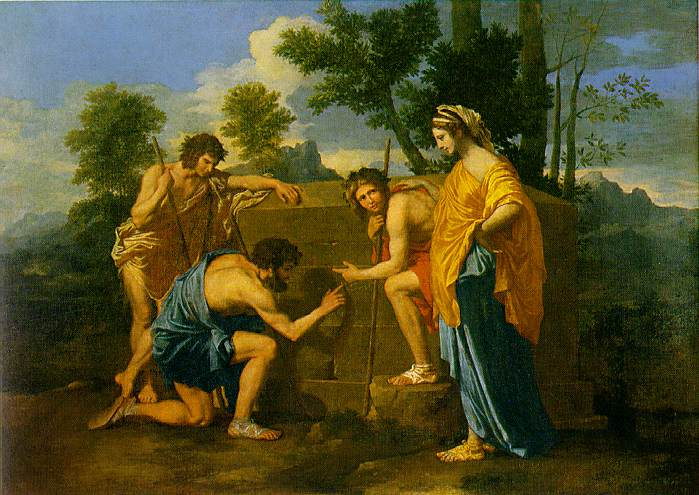
Nicolas Poussin, Die Hirten von Arkadien

In erstgenannter Kontroverse ging es um das Verhältnis der Gegenwart (auf dem Höhepunkt des französischen Absolutismus) zum (übermächtigen) antiken Erbe. Charles Perrault und andere suchten dieses zu relativieren, während Nicolas Boileau (1636–1711) und andere Vertreter der Opposition (der „Noblesse de Robe“) das antike Ideal verteidigten und dabei normativ Schönheit vom Kunstschönen ableiteten. Damit verquickte sich der Streit um Sensibilität überhaupt. Perrault argumentierte 1692 im Namen des gesunden Menschenverstandes und verfasste eine Apologie des femmes, die Boileau ablehnt, der weitaus eher dem Rationalismus Descartes nahestand. Nach dem Vorbild der französischen Akademie breiteten sich normativ-klassizistische Vorstellungen auch in anderen europäischen Ländern aus (Deutschland: Johann Christoph Gottsched; Russland: Wassili Trediakowski).
Im gleichfalls über Jahrzehnte dauernden Streit der Poussinisten und Rubenisten, der inner- und außerhalb der Pariser Akademie ausgetragen wurde, ging es ebenfalls um Gültigkeit oder Relativität von Normen. An der Frage nach der Priorität von Zeichnung oder Farbe wurde die Auseinandersetzung über eine absolutistische Staatskunst bzw. eine mehr dem Individuum dienliche Kunst ausgetragen. besonders Bedeutung auf der Seite der Rubenisten, die schließlich an der Wende des 17. zum 18. Jahrhundert den Sieg davontrugen, erlangten die den Sensualismus verteidigenden Schriften von Roger de Piles. 1719 schließlich konnte der Abbé Du Bos die belehrende Funktion der Kunst zugunsten der rührenden, die offizielle Repräsentanz (deren Hauptkriterium gravitas war) zugunsten des individuellen Geschmacks und der Wendung von Kunst an die „Empfindung“ ablehnen („Réflexions sur la poésie et la peinture“). Damit waren ästhetische Vorstellungen begründet, die der Kunst der Régence und des Rokoko entsprachen.
Dieser vielschichtige Prozess der Entfaltung der Sinne in der Begegnung mit der Realität, der uneingeschränkten oder der rational kontrollierten bzw. moralisierend kritisierten Sinnlichkeit war seit der Renaissance vorbereitet. Die unmittelbar erfasste Erscheinung wurde künstlerisch erschlossen und dabei als Element eines in sich bewegungsvollen Zusammenhanges begriffen. So trat das Malerische an die Stelle der in der Renaissance üblichen linearen bzw. plastischen Bestimmtheit der Erscheinungen, wurden die Farbe und das Licht direkt als Elemente des Daseins ästhetisch erfasst, also nicht vornehmlich direkt als Gegenstandseigenschaften. Das war ein neuer Schritt in der sinnlich-emotionalen Konfrontation mit der Wirklichkeit. Dafür ist das Werk Rembrandts ein besonders eindrucksvolles Zeugnis.

### England

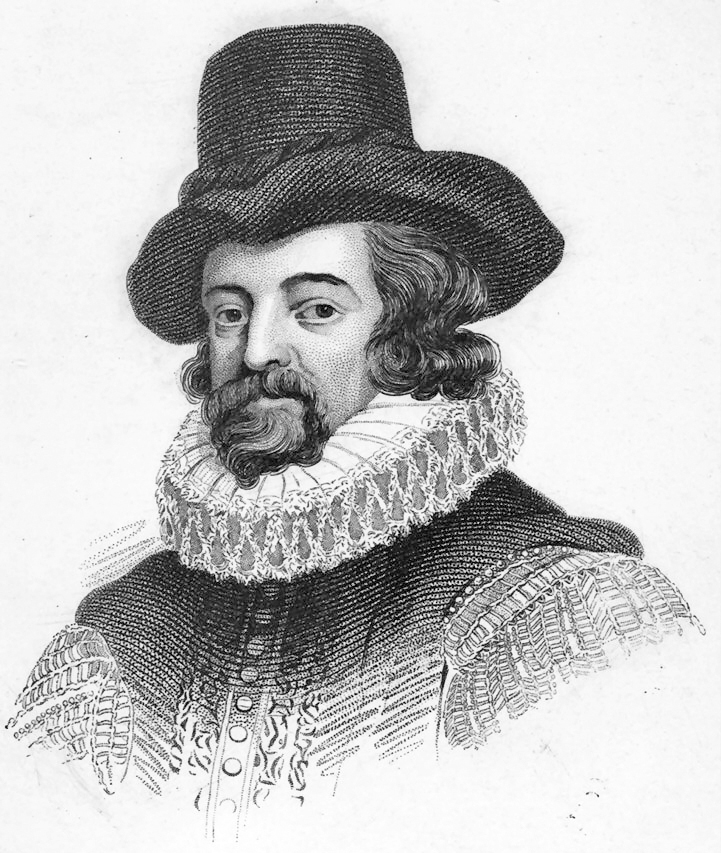
Francis Bacon

Wichtige kunsttheoretische Versuche zu dieser Entwicklung wurden ebenfalls in England gemacht. Als Naturphilosoph begriff Francis Bacon (1561–1626) die Schönheit als objektive Eigenschaft der Natur. Er war derart konsequent, dass er der idealisierten und regelhaften Bestimmtheit und damit „Abstraktheit“ des Schönen der Hochrenaissance die These von der „Ungewöhnlichkeit der Proportionen“ im Schönen entgegenstellte. Diese Auffassung resultierte sowohl aus der gewachsenen Einsicht in die Vielfalt der Realität als auch aus dem bewegungsvollen Wechsel ihrer Erscheinungen (und dem Wunsch sie zu klassifizieren); sie entsprach zudem der zunehmenden Freisetzung des natürlichen Individuums in seiner Vielfalt und ohne idealisierende, elitehafte Überhöhung der Persönlichkeit.

## Aufklärung

### Shaftesbury

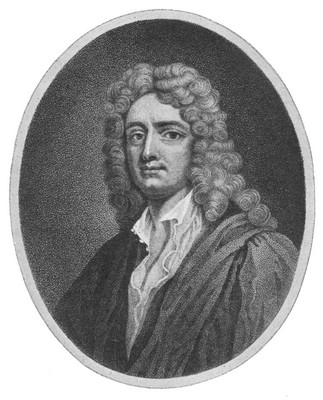
The Earl of Shaftesbury

Als führender Kunsttheoretiker der englischen Aufklärung gilt der Graf von Shaftesbury (1671–1713). Er war von der realen Existenz der Welt überzeugt, sprach jedoch der Materie jedes Element der Ordnung und Formbildung ab und erklärte das unmittelbare Sinnenerlebnis für hässlich. Er identifizierte Schönes, Gutes, Wahres und erklärte sie gemeinsam mit Ordnung und Proportionalität als Reflex des Geistes bzw. der Weltseele. Er griff also Gedanken Platons auf, meinte außerdem, dass die menschliche Seele nach Ordnung und Proportionen verlange. Damit und mit der erklärten Einheit von gut, wahr, schön unterstrich er die Rolle des verantwortungsbewussten Menschen im Hinblick auf das Schöne. Er hielt jeden Menschen des Schönen fähig. Deshalb legte er großen Wert auf die erzieherische Aufgabe (Wirkung) des Ästhetischen, bzw. der Kunst.

### Montesquieu

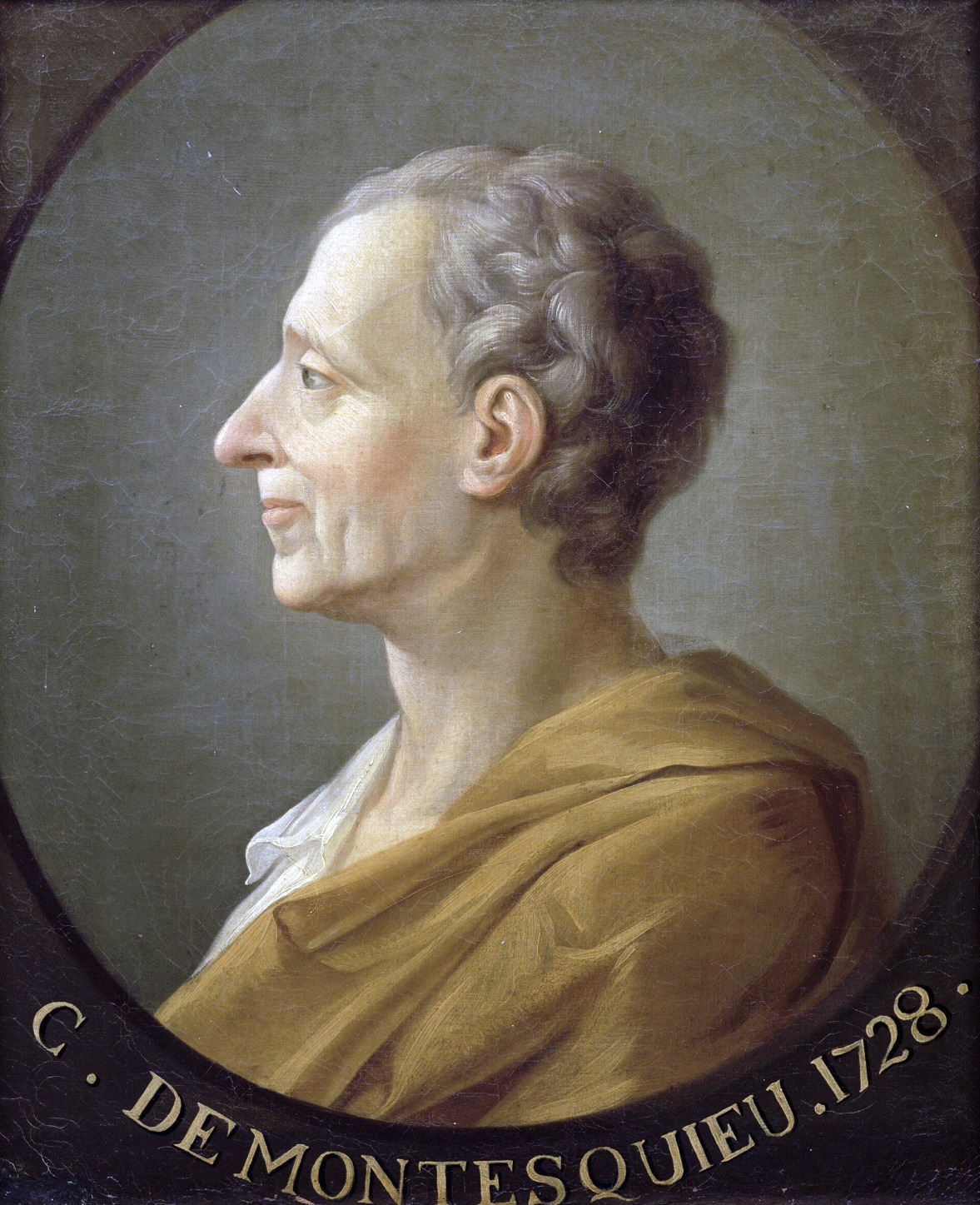
Baron de Montesquieu

Shaftesbury und auch John Locke (1632–1704) hatten großen Einfluss auf die Ästhetik der französischen Aufklärung und auf die deutsche Kunsttheorie der 2. Hälfte des 18. Jahrhunderts. In Frankreich findet sich der empirische Sensualismus von Locke besonders bei Montesquieu (1689–1755) wieder. Dieser stellte einen Zusammenhang fest zwischen Schönheit und Geschmack und definierte letzteren folgerichtig als das Vermögen, Art und Ausmaß des Genusses, den irgendein Gegenstand dem Menschen bereite, rasch und genau zu bestimmen. Dabei unterschied Montesquieu zwar zwischen dem Genuss, den eine praktisch nützliche Qualität eines Gegenstandes auslöst und dem Eindruck der Schönheit, den ein nicht direkt nützlicher Gegenstand bewirkt, doch sah er keinen grundsätzlichen Unterschied zwischen beiden. Auch Montesquieu sprach der Seele des Menschen ein Verlangen nach Ordnung und Symmetrie zu, außerdem nach Vielfalt und Kontrast. Er glaubte sie nur in der antiken Kunst gegeben, bewegte sich also in den Bahnen der Klassizisten. Montesquieu legte, ähnlich wie die englischen Theoretiker, seinen Untersuchungen zum Schönen psychologische Feststellungen zugrunde. Zugleich sah er diese mit gesellschaftlichen Gegebenheiten verbunden.

### Diderot

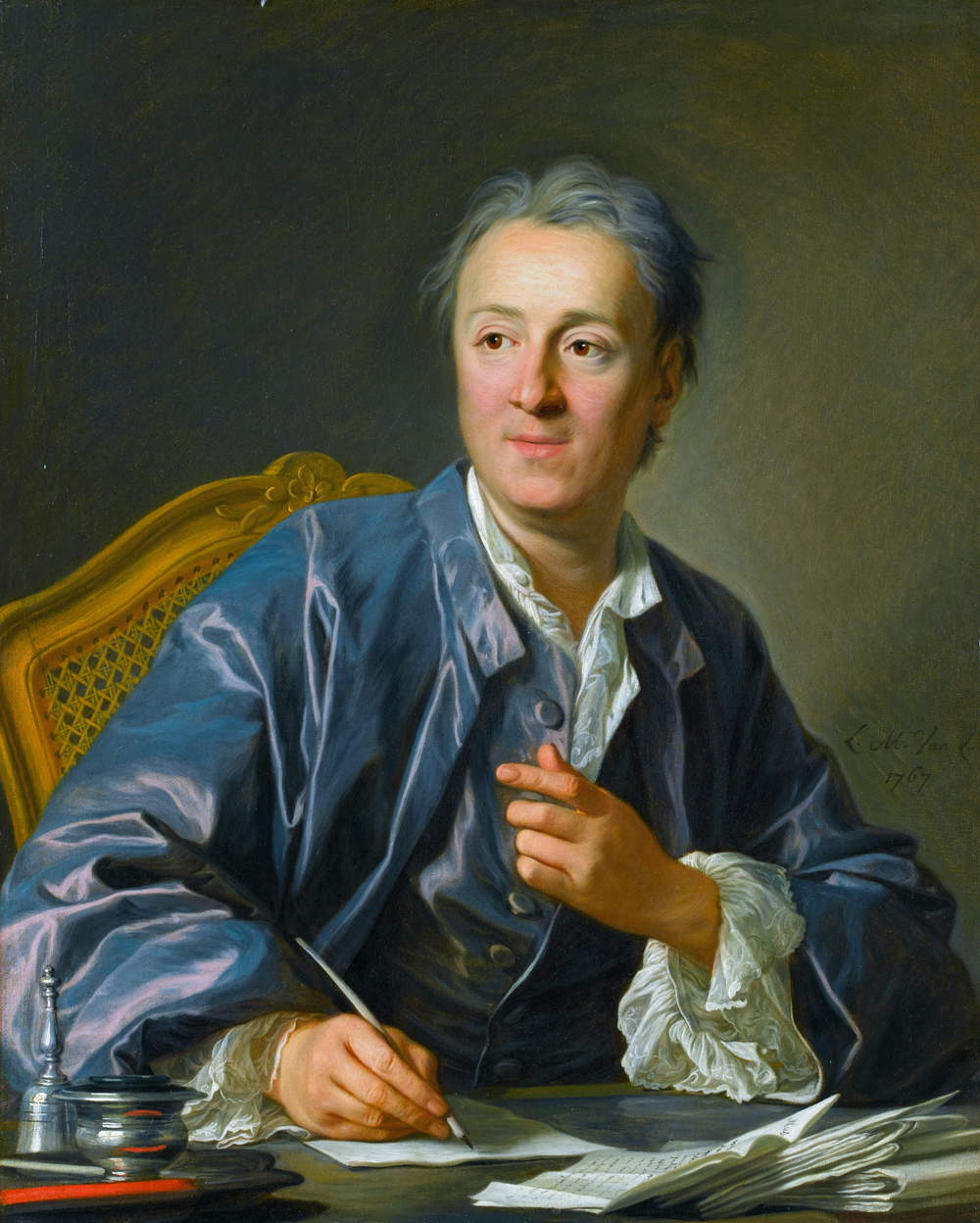
Denis Diderot

Auch Denis Diderot (1713–1784) knüpfte an die englische Aufklärung an, vor allem an Shaftesbury. Der im absolutistischen Bereich und durch den Klassizismus vertretenen Ästhetik stellte er eine materialistische Konzeption entgegen: „Die Wahrnehmung von Verhältnissen [sei] die Grundlage des Schönen“ und „die alltägliche Natur war das erste Modell der Kunst“. Dabei begriff Diderot unter „Natur“ die gesamte Realität, also auch das gesellschaftliche Dasein, und lenkte die Aufmerksamkeit besonders auf das Studium des Menschen mit all seinen sozialen, ethischen usw. Komponenten. Die künstlerische Aneignung war für ihn der wissenschaftlichen verwandt. Für beide sei Wahrheit das Ziel: es werde erreicht durch Übereinstimmung des Urteils bzw. (in der Schönheit) des Bildes mit der Sache. Gemäß dieser Sach-(Gegenstands-)Bezogenheit, die nach dem Illusionismus des Barock und gegenüber der normativen Form-Ästhetik der Klassizisten eine progressive Haltung war, sah Diderot die Linie als die entscheidende ästhetische Formqualität der bildenden Kunst an, blieb also den Klassizisten durchaus verhaftet (aber Antikenstudium allenfalls als Mittel, Natur sehen zu lernen). Die Farbe wurde nicht negiert, doch hatte Diderot zu deren Spezifik und Bedeutung als Sinnenerlebnis keine Beziehung. Darin blieb er, gleich vielen seiner Zeitgenossen, zurück hinter den Errungenschaften zum Beispiel der niederländischen Malerei der 1. Hälfte des 17. Jahrhunderts. Als Grundlage für seine Harmonie zwischen Individuum und Gesellschaft postuliert Diderot den gerechten Menschen.

### Rousseau

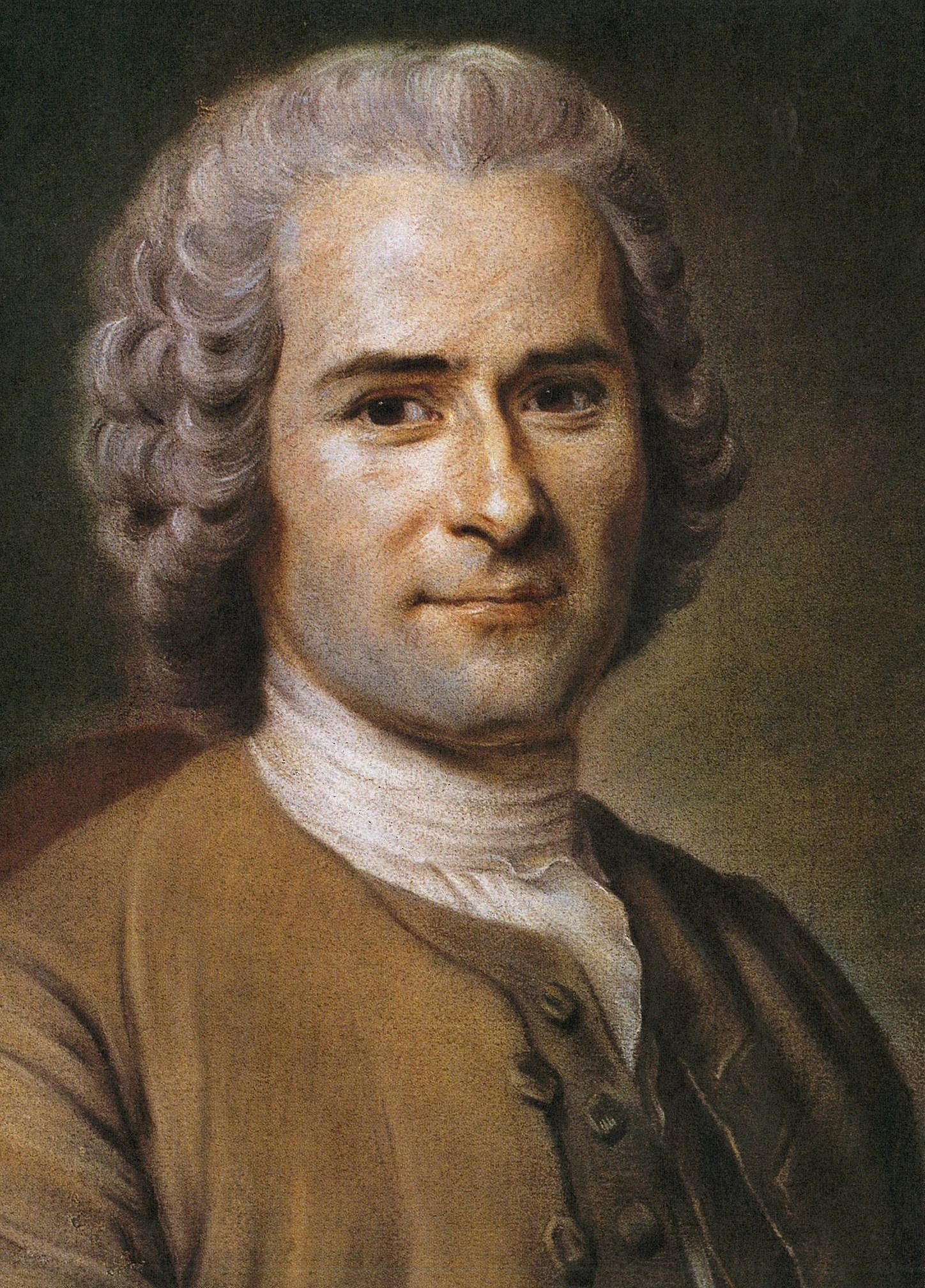
Rousseau

Im vorrevolutionären Frankreich ging Jean-Jacques Rousseau (1712–1778) entschieden von der grundsätzlichen, genauer: politischen Gleichheit aller Menschen aus. Erst in ihr erschien ihm das Natürliche und damit die Wahrheit erreicht, die beide infolge der vergesellschafteten, bürgerlichen Lebensform dem Verderben bzw. der Verfälschung ausgeliefert sind.
In der Abhandlung über die Frage: Hat der Wiederaufstieg der Wissenschaften und Künste zur Läuterung der Sitten beigetragen? von 1750 kritisiert Rousseau die Abhängigkeit der Kunst- und Kulturschaffenden vom Oligopol der Auftraggebenden (Hofstaat, Kirchenfürsten, Mäzene). Unter der Herrschaftsform des unumschränkten Absolutismus seien die Künstler den strukturellen Zwängen entfremdeter Arbeit unterworfen, die im Kern darin bestanden habe, die Paläste der Herrschenden zu verzieren. Und nur „wahren“ Genies sei es vergönnt gewesen, frei und schöpferisch zu arbeiten.
Rousseau setzte sich für eine demokratische, volksnahe Kunst ein. Er charakterisierte sie als natürliche und einfache und doch zugleich als mannhafte und starke Schönheit. Für entscheidend hielt er den Inhalt und die Linie als dessen ästhetischem Hauptmedium. In ihr sei der ideell-emotionale Gehalt der Malerei konzentriert, erst er gebe der Farbe Leben. Doch ist die Linie nicht vor allem als Sachfixierung gedacht, sondern als Trägerin und Reflex des Gefühls, das Rousseau der Ratio entgegenstellte und zusammen mit der Natur für wichtig erachtete. Die Wertschätzung des natürlichen Gefühls war ein Korrelat zur wachsenden wissenschaftlich-rationalen Aneignung der Realität. Seine Hervorhebung der Emotionen enthielt Opposition gegen die absolutistische Ordnung und die Künstlichkeit ihrer Kunst.

### Kant

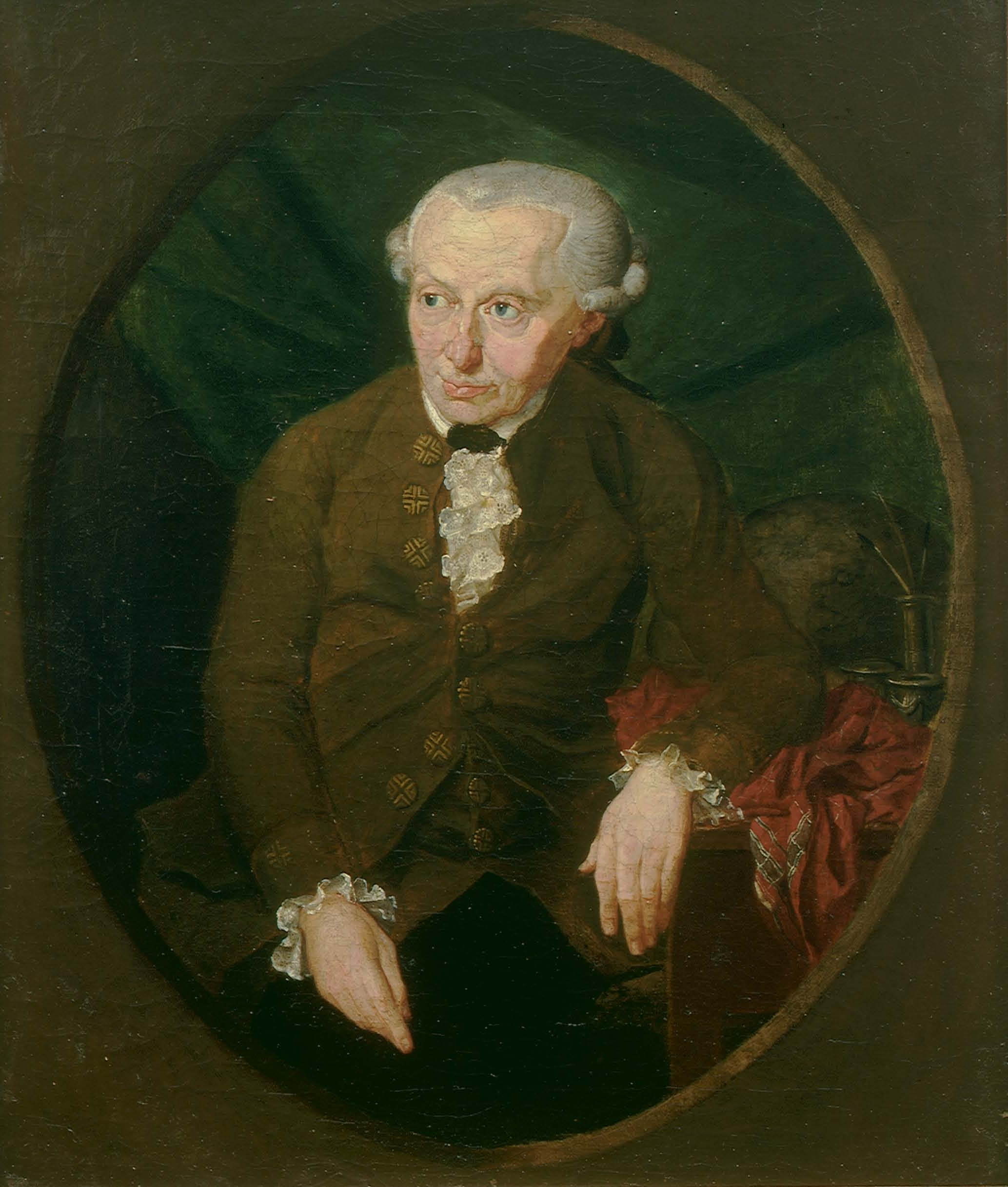
Kant

Immanuel Kant gebraucht den Begriff in seiner Kritik der reinen Vernunft (1787) im ursprünglichen griechischen Wortsinn „Wahrnehmung“. Er versteht unter seiner „Transzendentalen Ästhetik“ die Prinzipien der sinnlichen Wahrnehmung, die unabhängig von der Erfahrung (a priori) dem menschlichen Erkenntnisprozess zugrunde liegen. Er kommt zu dem Schluss, dass die Vorstellungen von Raum und Zeit notwendige Voraussetzungen für die Wahrnehmung von Gegenständen sind und diese deshalb dem Menschen vor der Erfahrung bereits gegeben sein müssen. Auch die Fähigkeit Form zu erkennen, d. h. die Fähigkeit, die erfahrbare Welt („das Mannigfaltige“) nach bestimmten Verhältnissen zu ordnen, liege a priori im Menschen vor.
Das Thema Ästhetik als Theorie vom Schönen und Erhabenen behandelte Kant hingegen in der Kritik der Urteilskraft als Lehre vom ästhetischen Urteil.

### Edmund Burke

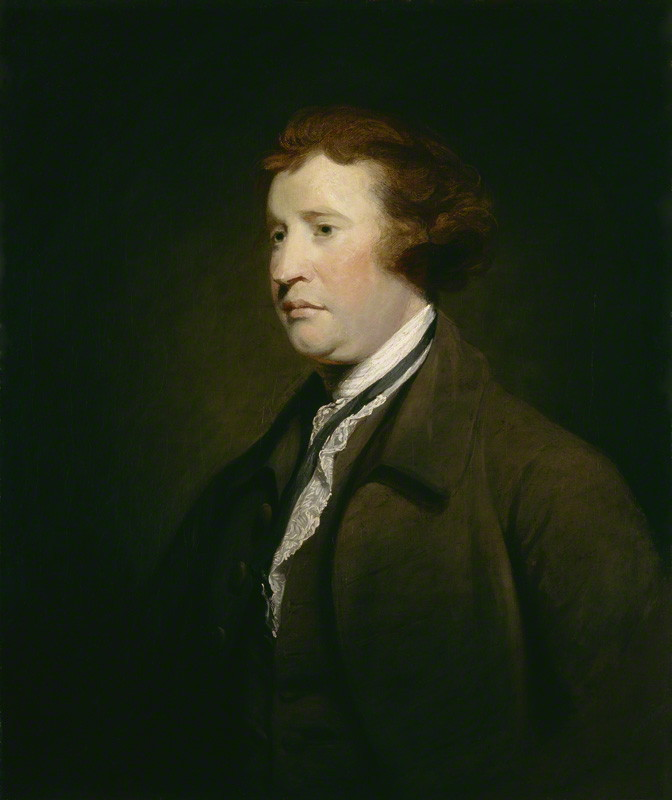
Burke

Der irisch-britische Schriftsteller Edmund Burke führte mit seiner 1757 veröffentlichten Schrift A philosophical enquiry into the origin of our ideas of the sublime and beautiful (deutsch: Philosophische Untersuchung über den Ursprung unserer Ideen vom Erhabenen und Schönen), erstmals den Begriff des „Erhabenen“ als ästhetische Kategorie neben der des Schönen ein, den Kant von ihm übernahm.

## Deutschland seit der Aufklärung

Titelseite der „Gedanken“ von Winckelmann, 2. Auflage, 1756

Auf die sittliche Funktion von Kunst gerichtet waren die Auffassungen in Teilen der deutschen Aufklärung (Christian Fürchtegott Gellert, Johann Georg Sulzer). Letzterer hob in der „Allgemeinen Theorie der Schönen Kunst“ (1773–1775) hervor:
„ihr Zweck ist lebhafte Rührung der Gemüther, und in ihrer Anwendung haben sie die Erhöhung des Geistes und Herzens zum Augenmerk … der Tugend Reizung zu geben“.
Um 1770 wandte sich Goethe gegen diese verengende Auffassung.
Von den wertvollen Leistungen der englischen und französischen Aufklärung angeregt, löste sich die Ästhetik der deutschen Aufklärung von deren Tendenz zum Unhistorischen und wollte die Kunst als sinnlichen Ausdruck des historisch gewordenen Lebens der Völker zu begreifen. Wie die Literatur in Aufklärung und Klassik war die Ästhetik Instrument im Emanzipationsstreben des „3. Standes“.
Den ersten bedeutenden Schritt dazu tat Johann Joachim Winckelmann (1717–1768). Seine Sehnsucht nach einem freien Vaterland verband sich der Ablehnung feudaler Zersplitterung. Er gewann durch das Studium der klassischen griechischen Kunst die Überzeugung, dass der erste Grund ihrer Größe die Freiheit gewesen sei. Dieser Gedanke übte einen entscheidenden Einfluss aus auf die Entstehung der ästhetischen Anschauungen Gotthold Ephraim Lessings (1729–1781) und Herders (1744–1803), der die Kunst als Welt- und Völkergabe erklärte und nicht als Privileg einzelner „bevorzugter Geister“.

### Herder

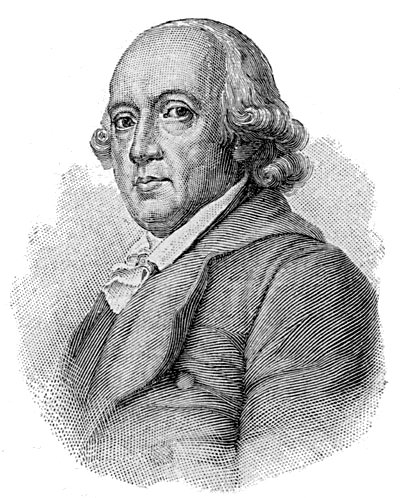
Johann Gottfried von Herder

Auf der Grundlage, dass die Kunst Bild des Lebens ist, untersuchte Herder ihren spezifischen Charakter und erkannte, dass sie die reale Sinnestätigkeit des Menschen und die sinnliche Wirkung realer Gegenstände zur Voraussetzung hat. Das Schöne in der Kunst muss also nach der Seite der tätigen menschlichen Sinnlichkeit und nach der Seite des Schönen im Gegenstand untersucht werden. Beide verknüpfen sich in der künstlerischen Form, die als schöne Form zugleich sinnliches Phänomen des Wahren und Guten ist. Darum nannte Herder die Form Wesenheit der Kunst und definierte das Schöne als wesenhafte Form der Sache, die im ästhetischen Urteil letzten Endes auch ein moralisches und begrifflich-logisches einschließt.
In seinem ästhetischen Hauptwerk Kalligone weist Herder den abstrakten Subjektivismus der Ästhetik Kants zurück, für den schön ist, was ohne Interesse und ohne Begriff gefällt. Herder entwickelt dagegen den Gedanken, dass jeder Sinn in der Freude an seinem Gegenstand besteht und zugleich sich selbst bejaht. Im System Kants waren allein Ornamente, Arabesken, Tapetenmuster und Ästhetik der „freien Schönheit“ fähig, da nur sie interesselos seien und keinen Begriff von dem voraussetzten, was der Gegenstand sein soll. Für Herder ist die Kunst stets Genuss, weil der Mensch durch sie „ohne Verlust des Bestimmten im Einzelnen ein Alles derselben Art wahrnimmt, mit idealistischer Freude“. Herders Erkenntnis, dass die Lebenswahrheit einer künstlerischen Gestalt davon abhängt, wie weit es gelingt, in ihr „den Grund zu sehen, der die ganze Gattung bezeichnet“, war eine ästhetisch gefasste neue Einsicht, in der sich die revolutionäre Entwicklung bis hin zur Französischen Revolution niedergeschlagen hatte. Herder bekennt sich darum 1794 ausdrücklich zu jenem Standpunkt Diderots, dass die Individualität in letzter Instanz den gesellschaftlichen Verhältnissen unterworfen bleibt.

### Goethe

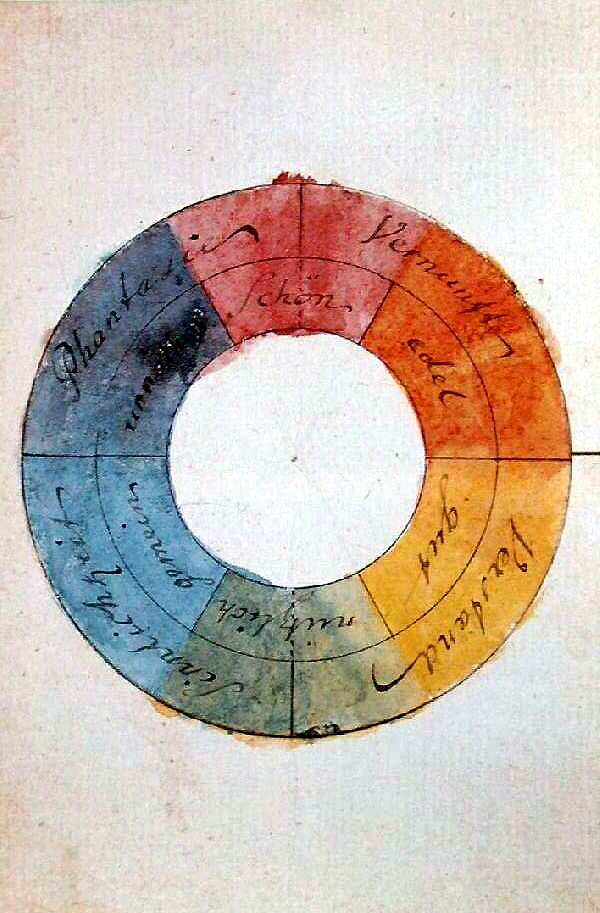
Goethe, Farbenkreis zur Symbolisierung des menschlichen Geistes- und Seelenlebens, 1809

Johann Wolfgang von Goethe (1749–1832) nannte die Kunst „Bild des Lebens“, „Vorempfindung der Welt“, „geistig-praktisch-mechanische Methode“ oder „geistig-sinnliche“ Methode der Aneignung der Wirklichkeit. Um dem gerecht zu werden, unterliege die Kunst Gesetzen, die sie vom allgemeinen ästhetischen Verhältnis des Menschen eindeutig unterscheiden. In einem Kunstwerk soll alles für die Sinne und den Geist fasslich, nährend, bildend und erhebend sein. Dadurch unterscheidet sich das spezifisch Ästhetische des Kunstwerks vom Ästhetischen der Natur einschließlich aller Gegenstände, die der Mensch außerhalb des künstlerischen Schaffens hervorbringt. Der Künstler eignet sich geistig-praktisch die Wirklichkeit an, indem er strebt, nicht ein Naturwerk, aber ein vollendetes Kunstwerk hervorzubringen.
Die Tendenz, die Kunst von der Natur und den Grundfragen der Gesellschaft zu isolieren und ihr eine zweite, geheimnisvolle, höhere Welt als Gegenstand vorzuschreiben, verurteilte Goethe. Seiner Ansicht nach muss die Kunst Kraft und Mut geben, die Kämpfe des Lebens zu bestehen, seine Achtung vor dem Lebendig-Natürlichen und sein historischer Sinn ließen ihm jene Kunstperioden wertvoll erscheinen.

### Hegel

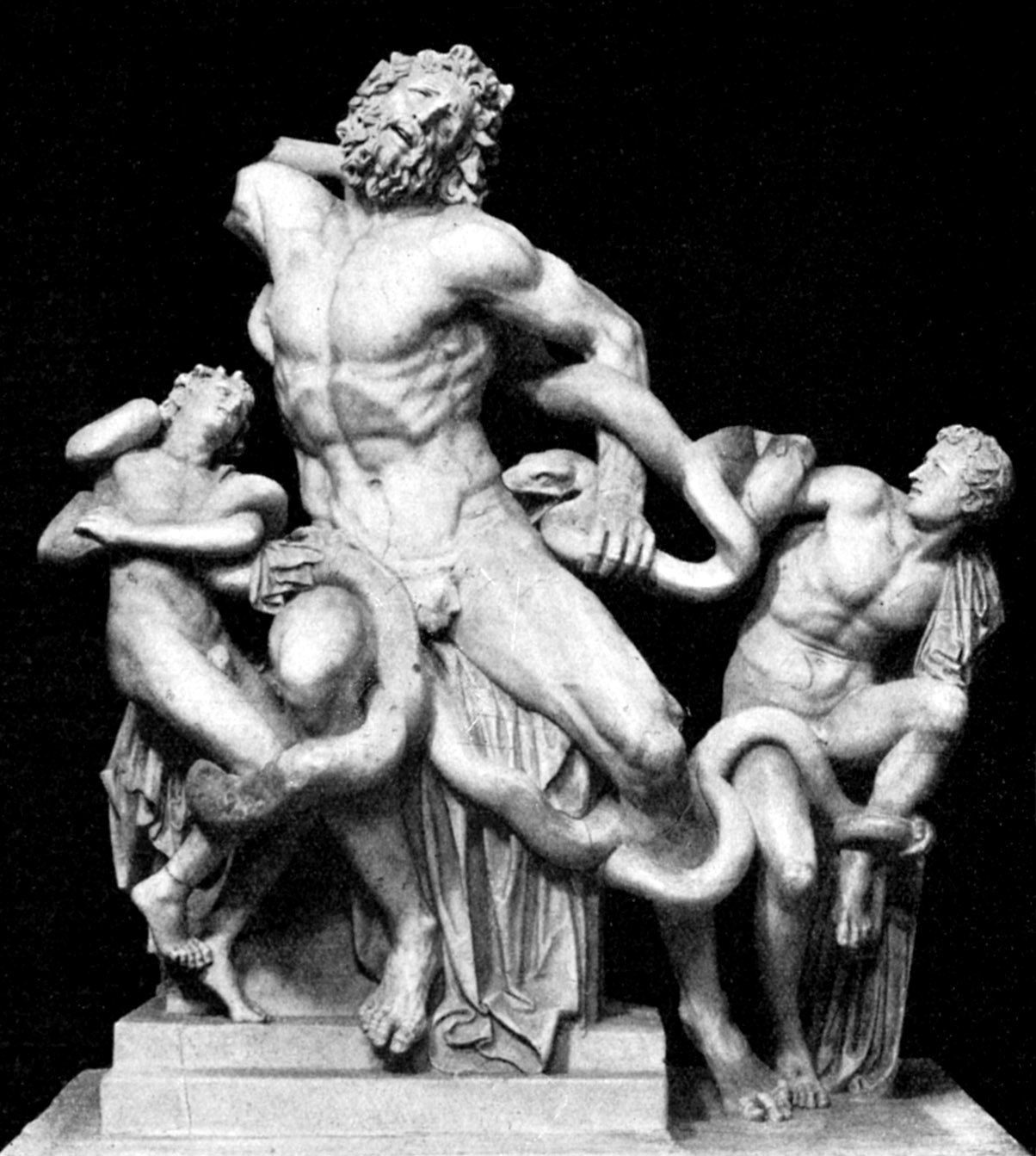
Die Laokoon-Gruppe.

Georg Wilhelm Friedrich Hegel (1770–1831) begriff die Geschichte als Prozess der Selbsterzeugung, des Gesamtwirkens des Menschen. Die erste Stufe, in welcher das Absolute als menschliches Bewusstsein sich selbst erfasst und zur Anschauung und Empfindung bringt, ist für Hegel die Kunst, d. h. das Wissen in Form des Sinnlichen und Objektiven, die zweite die Religion als „Andacht des zu dem absoluten Gegenstand sich verhaltenden Innern“, die dritte und höchste die Philosophie.
Hegel erklärte, dass nicht jede Wahrheit Gegenstand der Kunst werden könne. Dazu sei erforderlich, dass sie potentiell die Möglichkeit des Übergangs zur Form des Sinnlich-Konkreten in sich trage, um als Ideal das Kunstschöne ergreifen zu können. Herder hatte sich schon 1770 gegen die zahllos entstehenden „Ästhetiken“ zur Wehr gesetzt, deren Abstraktionen von den Künsten eher weg – als zu ihnen hinführten. Herders „Plastik“ und auch Lessings „Laokoon“ wären demgegenüber Orientierungen auf die Besonderheit der Kunstarten gegenüber einem spekulativen Begriff von Ästhetik und „Kunst“.

### Schiller

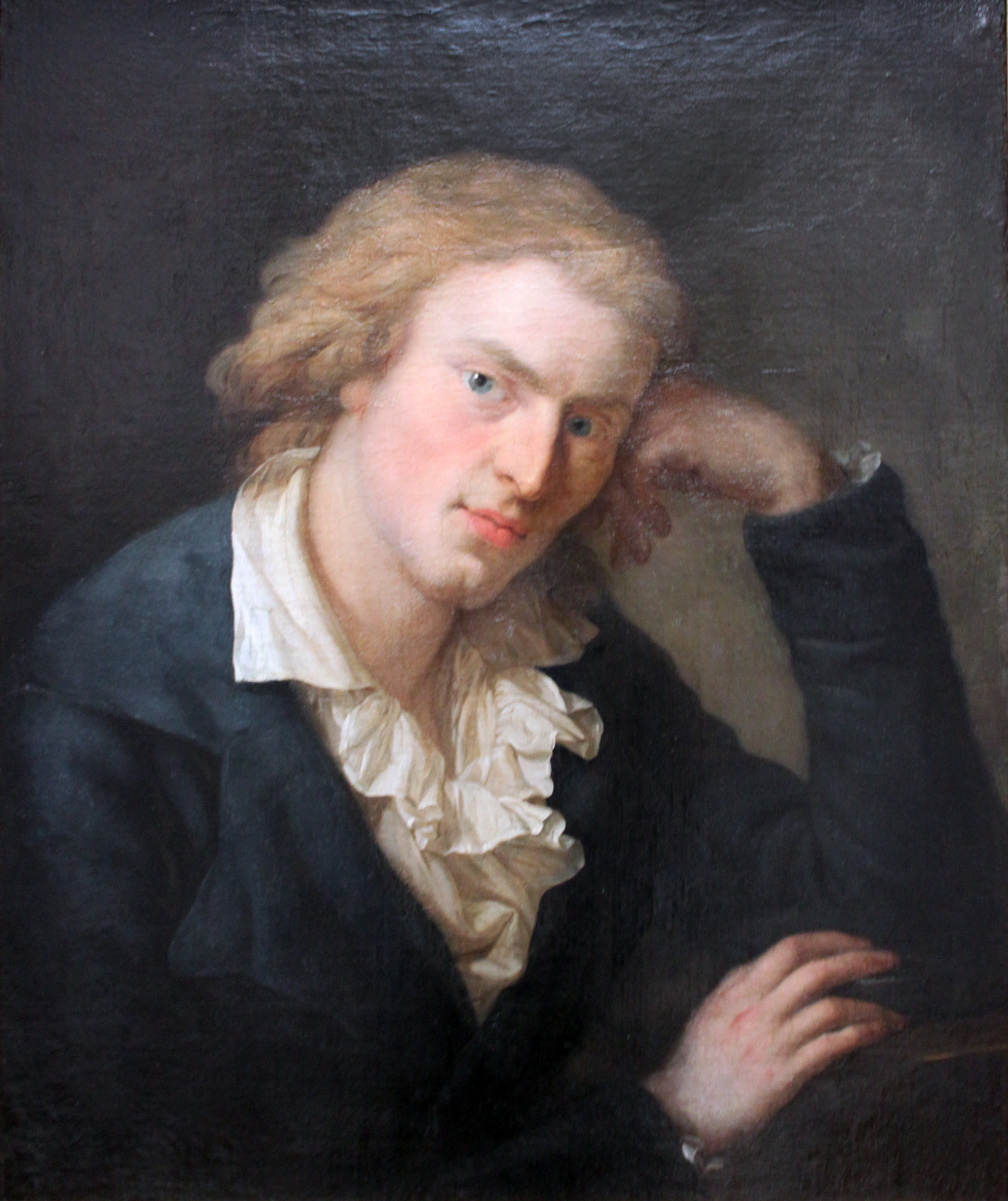
Schiller

Friedrich Schiller (1759–1805) befasste sich mit dem Thema in seiner Abhandlung „Über die ästhetische Erziehung des Menschen“. Darin unterscheidet er zwischen dem Idealschönen und dem Realschönen („Schönheit der Erfahrung“). Nach seiner Auffassung stünden sich diese beiden Formen einander gegenüber.
Das Realschöne unterteilt er in „schmelzende“ und „energische“ Schönheit, die unterschiedlichen Funktionen dienen. Die „schmelzende“ Schönheit, die Schönheit im engeren Sinn, soll die beiden Grundtriebe des Menschen „Sinnlichkeit“ und „Vernunft“ vereinen, während die „energische“ Schönheit, das Erhabene, diese jeweils stabilisieren soll, wobei beide wechselseitig wirken müssen, damit weder einerseits „Verweichlichung“ noch andererseits „Härte“ entsteht, sondern beides ausgewogen ist.
Das „Idealschöne“ ist hingegen nicht zweckgebunden, es findet keine Wahrheiten oder erfüllt Pflichten. Es schafft stattdessen einen Übergang, da es nur mit dem Geist erkannt werden kann, wenn es gleichzeitig mit den Sinnen empfunden wird. „Ideale“ Schönheit ist „aufrichtig“ und „selbstständig“, sie täuscht weder Realität vor noch braucht sie diese, um wirken zu können. Als „ästhetische Kultur“ führt das Idealschöne den Menschen in einen „ästhetischen“ Zustand, einen mittleren Zustand zwischen den beiden Extremen der Grundtriebe. Auf diesem Wege gelangt der Mensch nach Schiller in einen Idealzustand, in dem er seine größtmögliche persönliche Freiheit erfährt, da die beiden Grundtriebe „Sinnlichkeit“ und „Vernunft“ ausgewogen sind. Ihm widerfährt dabei das höchste menschliche Gut, weil er weder durch die Natur seiner „Sinnlichkeit“ noch durch die „Vernunft“ unter Zwang gesetzt ist.
Laut Schiller ist dieser Übergang in den Idealzustand nur möglich über das „ästhetische Spiel“ und den Genuss von echter Kunst, die weder darstellend noch repräsentativ ist. An der Wirkung der echten Kunst soll der Mensch prüfen können, ob sie echt ist und ihn durch ihren Genuss in einen ästhetischen Zustand bringt. Allerdings, so betont Schiller, müsse der Mensch auch fähig sein, sie zu empfinden.

## Romantik
Anders als die Ästhetik der deutschen Klassik zogen die Romantiker Folgerungen aus der Herausbildung der wirtschaftlichen Arbeitsteilung und der Formierung der bürgerlichen Gesellschaft und ihrer Rationalität, die sie als verkehrte Welt ansahen. Gestützt auf unterschiedliche philosophische Wurzeln (unter anderem Fichtes subjektiver Idealismus), im Extrem bis zu einer Art Theosophie getrieben (Novalis, Friedrich Schlegel) wurden für sie oft „Einbildungskraft, Phantasie, Gefühl, Ahnung zu entscheidenden Erkenntnisorganen“ (W. Heise). Gegen die Prosa des Alltags setzten sie das mit dem Romantischen identische Poetische.

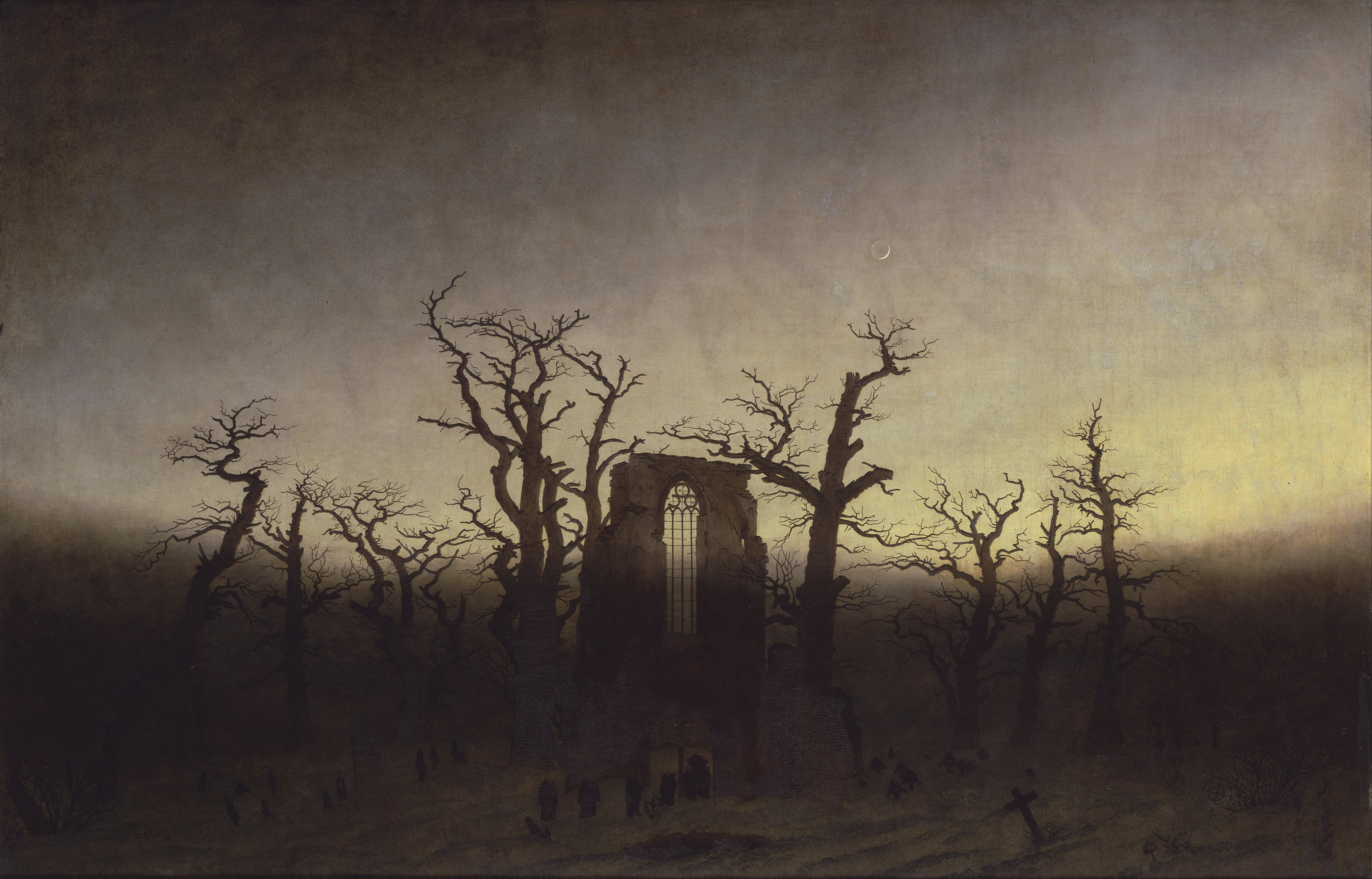
Caspar David Friedrich,
„Abtei im Eichwald (Mönchsbegräbnis im Eichenhain)“ (1810)

Schon Wackenroders Herzensergießungen eines kunstliebenden Klosterbruders (1797), ebenso Wackenroders und Tiecks Phantasien über die Kunst sahen diese Erlösung und Religion als erneutes Fundament von Kunst. Ebenso kehrte sich der zuerst republikanisch gesinnte Klassizist Schlegel 1803 am Beispiel der Wartburg den verlassenen „Höhen und Burgen“ zu, „Kunst scheint verloren“. Mit der Wertschätzung der Einbildungskraft als Refugium der Subjektivität unterscheidet sich die Romantik auch von der aufklärerischen Ästhetik, wo noch Sulzer sie „an sich leichtsinnig, ausschweifend und abenteuerlich wie die Träume, die, ihr Werk sind“ gekennzeichnet hatte.
Danach aber hatte schon Kant einen positiven Weg zur Bestimmung der (transzendentalen) Einbildungskraft gewiesen, bei Wilhelm von Humboldt an die Kunst gebunden, stellt sie „uns die Natur in neuer Gestalt dar“. Namentlich in F. W. J. Schellings System des transzendentalen Idealismus wird das tätige Subjekt hervorgehoben („das Ich … als Produzieren seiner selbst“), das sich vollendet im Kunstprodukt repräsentiert: dieses ist
„die in der höchsten Potenz sich wiederholende produktive Anschauung … das Einzige, wodurch wir fähig sind, auch das Widersprechende zu denken und zusammenzufassen – die Einbildungskraft“.
Kunst als „Abbreviatur von Arbeit“ und erneut als Refugium menschlicher Identität. Seither wird immer wieder im ästhetischen Denken in der ästhetischen Tätigkeit der Widerspruch von Theorie und Praxis als einzig möglich erscheinender menschlicher Sinngebung aufgehoben sein (etwa bei Nietzsche).
Heinrich Heine stellte bewusst einen Epochenbezug her, als er vom Ende der klassischen „Kunstperiode“ sprach, jedoch meinte, dass
„die neue Zeit … auch eine neue Kunst gebären (wird) …, die nicht mehr aus der verblichenen Vergangenheit ihre Symbolik zu borgen braucht und die sogar eine neue Technik … hervorbringen muß“.
Heine betonte die sensualistisch schöpferische Subjektivität als „träumendes Spiegelbild der Zeit“ auch gegen die erneuerten Vorstellungen von der Kunst als Nachahmung der Natur (Rumohr): „In der Kunst bin ich Supernaturalist“. Darauf sollte sich unter anderem Charles Baudelaire beziehen („Salon de 1846“). Tatsächlich bildeten sich seit ca. 1830 alle modernen Streitpunkte der Ästhetik und Kunsttheorie: um L’art pour l’art und l’art engagé (oder utile), um künstlerische Subjektivität und ihre Autonomie bzw. die soziale Funktion von Kunst, um Sensualismus und seine Trivialisierung und daher asketische Ablehnung, für und wider Modernität (Modernismus), um individuelle Selbstverwirklichung und/oder soziale Emanzipation, um den Realismus usw.

## Realismus

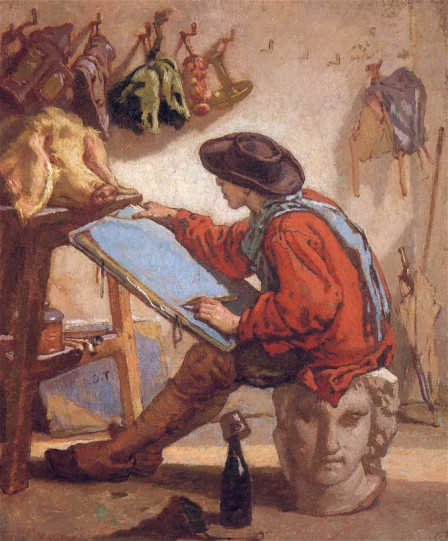
Thomas Couture: Der Realist (1865)

Die Frage nach dem Wirklichkeitsbezug von Dichtung wird im Realismus mit dem Begriff der Nachahmung oder Mimesis diskutiert. Diese zentrale Kategorie ist griechischen Ursprungs und wurde verschiedenartig verstanden: Einerseits äußert sich Platon in seiner Schrift Politeia generell kritisch gegenüber der Dichtung. Einzig in der Lage die empirische Welt nachzuahmen, die er ihrerseits nur als Abbildung von Ideen verstand (vgl. platonisches Höhlengleichnis), wird Dichtung zu einer Abbildung zweiter Ordnung und ist somit von wahrer Erkenntnis weit entfernt. Platons Schüler Aristoteles hingegen sieht die Idee als immanentes Bildungsprinzip des Seienden. Die Idee ist also das Ideal des Seienden und alles, was möglich ist. Es kann jedoch durch Zufälle nicht immer in der empirischen Welt realisiert werden. Die Dichtung allein ist als zentrales Erkenntnismedium in der Lage, diese Ideen, also das ideale und allem Seiendem zugrunde liegende Bildungsprinzip, zu erfassen und nachzuahmen.
Die Programmatik des Realismus schließt sich nun nicht, wie oft angenommen, an das Aristotelische Konzept an, sondern an die Auffassung Platons, welcher Nachahmung grundsätzlich kritisiert. Die Dichtkunst soll weder die Wirklichkeit, noch das, was in Form von Ideen der Wirklichkeit zu Grunde liegt, nachahmen, sondern selbst eine neue Wirklichkeit erschaffen. Literatur soll ein Ausdruck schöpferischer Subjektivität sein, der sich der Wirklichkeit nur als Stoff bedient. Die Wirklichkeit soll dann beim Eingang in die Literatur „ästhetisch umcodiert“ werden, so dass das Reale in ein ästhetisches Konstrukt transformiert wird. Dadurch ist Literatur nicht mehr „heteronom“, also der Wirklichkeit nachgeordnet, sondern „autonom“, also eigenständig und auf der produktiven Kraft des Subjekts beruhend.

## 19. Jahrhundert
Die Geschichte der Ästhetik im 19. Jahrhundert ist schließlich gekennzeichnet durch den Zerfall der klassischen Systeme.
Die Neigung zum Subjektivismus popularisiert die Lehre von Arthur Schopenhauer (1788–1860), der das Leben in einer Welt als Wille und Vorstellung pessimistisch beurteilt. Søren Kierkegaard (1813–1855) versuchte durch Höherstellung des Einzelnen über die Allgemeinheit eine Wendung, die dem Existentialismus vorgriff.
Die hauptsächlichsten Faktoren, von denen die Entwicklung der Ästhetik bewegt wird und durch die sie zu ihren konkreten historischen Inhalten gelangt, sind:
1. die reale Entwicklung der Künste im 20. Jahrhundert und die Stellung der Gesellschaft zu ihnen
2. die generelle Abhängigkeit der Ästhetik von den Konzeptionen, Theorien und Methoden der Philosophie

In den 1870er-Jahren begründete Gustav Theodor Fechner (1801–1887) eine experimentelle Herangehensweise an Fragen der Schönheit und Ästhetik. Sein Anspruch war es, der philosophisch-geisteswissenschaftlichen Ästhetik „von oben“ eine empirisch begründete „Ästhetik von unten“ entgegenzusetzen. Fechner gilt bis heute als Wegbereiter der experimentellen Ästhetik.

### Nietzsche
Friedrich Nietzsche (1844–1900) setzte gegen Schopenhauers Pessimismus einen doppeldeutigen (dionysischen) Aktivismus, gegen Irrationalismus und Gefühl den Wunsch nach dem großen Stil, der entsteht, „wenn das Schöne den Sieg über das Ungeheure davonträgt“. Nietzsche betrachtete zunächst Richard Wagner als den Vollender der Ästhetik, brach jedoch mit Wagner schon vor dessen christlicher Oper Parsifal.

### Neukantianismus
Daneben wirkten um die Jahrhundertwende verschiedene Varianten des Neukantianismus (auch der Belebung Fichteschen Gedankengutes), die in die verschiedensten Strömungen Eingang fanden, über Windelband und Rickert und andere in die ästhetische Werttheorien, die zum Teil gegen das Eindringen naturwissenschaftlichen Denkens in die Ästhetik gerichtet waren, bei den so genannten Formalisten (Charles F. Bell, Roger Fry, E. Souriau), bzw. in die Formulierung der Symboltheorie (Mensch als Produzent von Zeichen und Symbolen, Kunst als Intuition, Expression und Imagination usw.), die besonders durch Ernst Cassirer Einfluss nahm auf die Ausformulierung der Ikonologie (Warburgkreis um Erwin Panofsky).

## 20. Jahrhundert

### Philosophie und Sozialwissenschaften

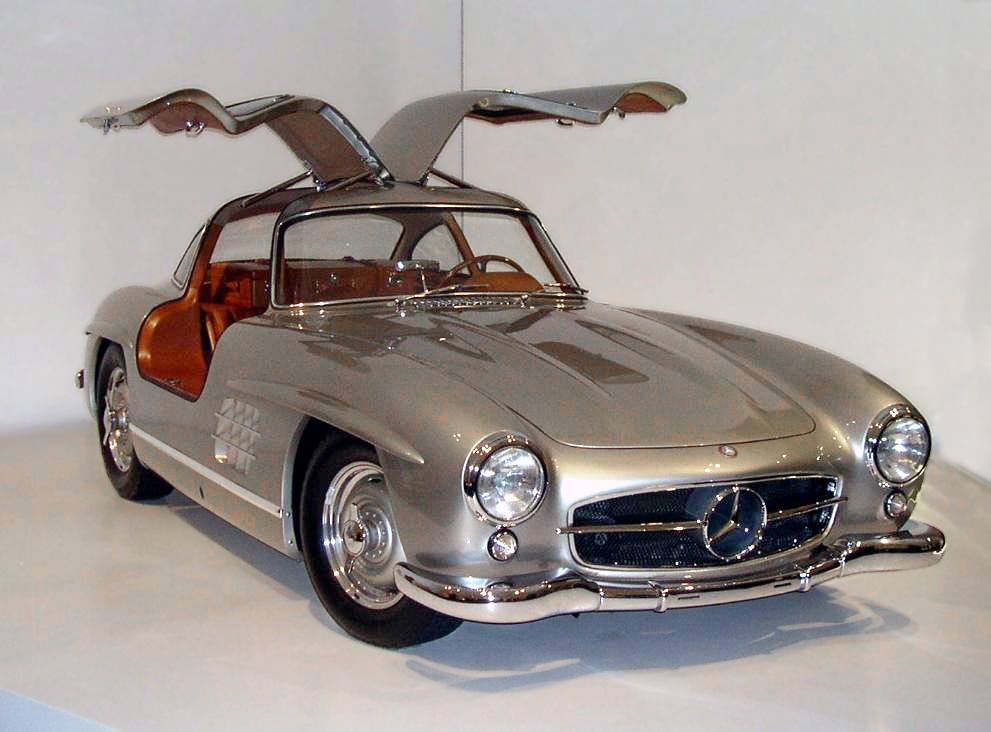
Ästhetik ist zentral als Produktattribut von Verbrauchsgütern, beispielsweise Automobilen

Die Sozialphilosophie konzentrierte sich im 20. Jahrhundert zunehmend auf die gesellschaftliche Funktion der Ästhetik. Hier geht es dann kaum noch um die ursprüngliche Frage nach der Schönheit, sondern eher um die soziale Rolle von Kunst und Stil. Insbesondere die Kritische Theorie befasste sich mit dem revolutionären Potential der Kunst. Herbert Marcuse und Theodor W. Adorno widmeten dem Thema zentrale Werke, Adornos letztes Buch trägt den Titel Ästhetische Theorie. Im späten 20. Jahrhundert rückten die durch die Postmoderne entstandenen Probleme und Phänomene der Kunst in den Mittelpunkt der ästhetischen Philosophie. Dazu gehören auch die Veränderungen, die mit der Reproduzierbarkeit der Kunstwerke, wie bei Walter Benjamin (Das Kunstwerk im Zeitalter seiner technischen Reproduzierbarkeit), dem Verwischen der Grenzen zwischen Populär- und Hochkultur, der Auflösung traditioneller Stilgrenzen, der Medienspezifik sowie der spezifischen gesellschaftlichen Produktionsbedingungen einhergehen.
Auch die Sozialwissenschaften haben die Ästhetik als Thema entdeckt. Sie lösen sich davon die Ästhetik auf Kunst zu reduzieren, sondern beschreiben vielmehr die Ästhetisierung der Alltagswelt, vom Design über die Architektur, die politische Kultur bis hin zur Wissenschaftsästhetik.

### Ästhetik als Gegenstand empirischer Forschung
Im 20. Jahrhundert gibt es verschiedene Versuche, die Tradition Gustav Theodor Fechners fortzusetzen und Schönheit und Ästhetik mit naturwissenschaftlichen Methoden zu ergründen. Dazu gehört zum Beispiel die Informationsästhetik aus der zweiten Hälfte des 20. Jahrhunderts. Wissenschaftler dieser Richtung versuchten, ästhetische Urteile mit der Informationsverarbeitung in unserem Gehirn in Verbindung zu bringen. In eine ähnliche Richtungen gingen die Forschungen von Daniel Berlyne (1924–1976). Nach seinen Untersuchungen gefallen uns Objekte mit einer gewissen – aber nicht zu großen – Komplexität, die unser Gehirn stimulieren und zur Musterbildung anregen, es aber nicht überfordern.
Eine nachhaltigere Wirkung hatten Ansätze, die von der Semiotik motiviert waren und die ästhetische Prozesse in erster Linie als Zeichenprozesse betrachteten. Wegweisend war hierbei Nelson Goodmans Buch Sprachen der Kunst. Im Zentrum stehen hierbei Fragen wie: Was unterscheidet ästhetische und speziell künstlerische von anderen Zeichenprozessen? Gibt es bestimmte Arten von Beziehungen zwischen Zeichen und Bezeichnetem, die zu ästhetischen Erlebnissen führen? Dieser Ansatz befasste sich auch mit konkreten Problemen der Ästhetik wie dem Paradox der Hässlichkeit.
Die evolutionäre Ästhetik wiederum versucht, unsere Vorlieben für bestimmte Farben, Formen, Landschaften oder Gesichter evolutionspsychologisch zu erklären. Was gut für unsere Vorfahren war, so die Annahme, habe sich als Vorliebe in unser Erbgut programmiert.
Neurowissenschaftliche Untersuchungen versuchen herauszufinden, was im Gehirn passiert, wenn wir etwas „schön“ finden. Bisherige Studien weisen deutlich darauf hin, dass es kein isoliertes „Schönheitszentrum“ im Gehirn gibt, sondern dass verschiedene Hirnareale am Schönheitsempfinden mitwirken. Dazu gehören insbesondere solche Regionen, die zum so genannten „Belohnungssystem“ gehören, wie der Nucleus accumbens sowie der (entwicklungsgeschichtlich jüngere) Orbitofrontale Cortex neurowissenschaftlichen Erkenntnisse mit künstlerischen Erfahrungen zusammenzuführen (Neuroästhetik).

## Popkultur im 21. Jahrhundert
Der indische Umweltschützer und Soziologe Ashish Kothari etablierte mit einer Kollegin 2017 den Begriff der „Ästhethik“ [sic!] (englisch aest-ethics), der einen Fokus auf die Ästhetik von Gesellschaften und Ökosystemen und deren verbundene Wertvorstellungen legen soll.